# Istoria sticlei

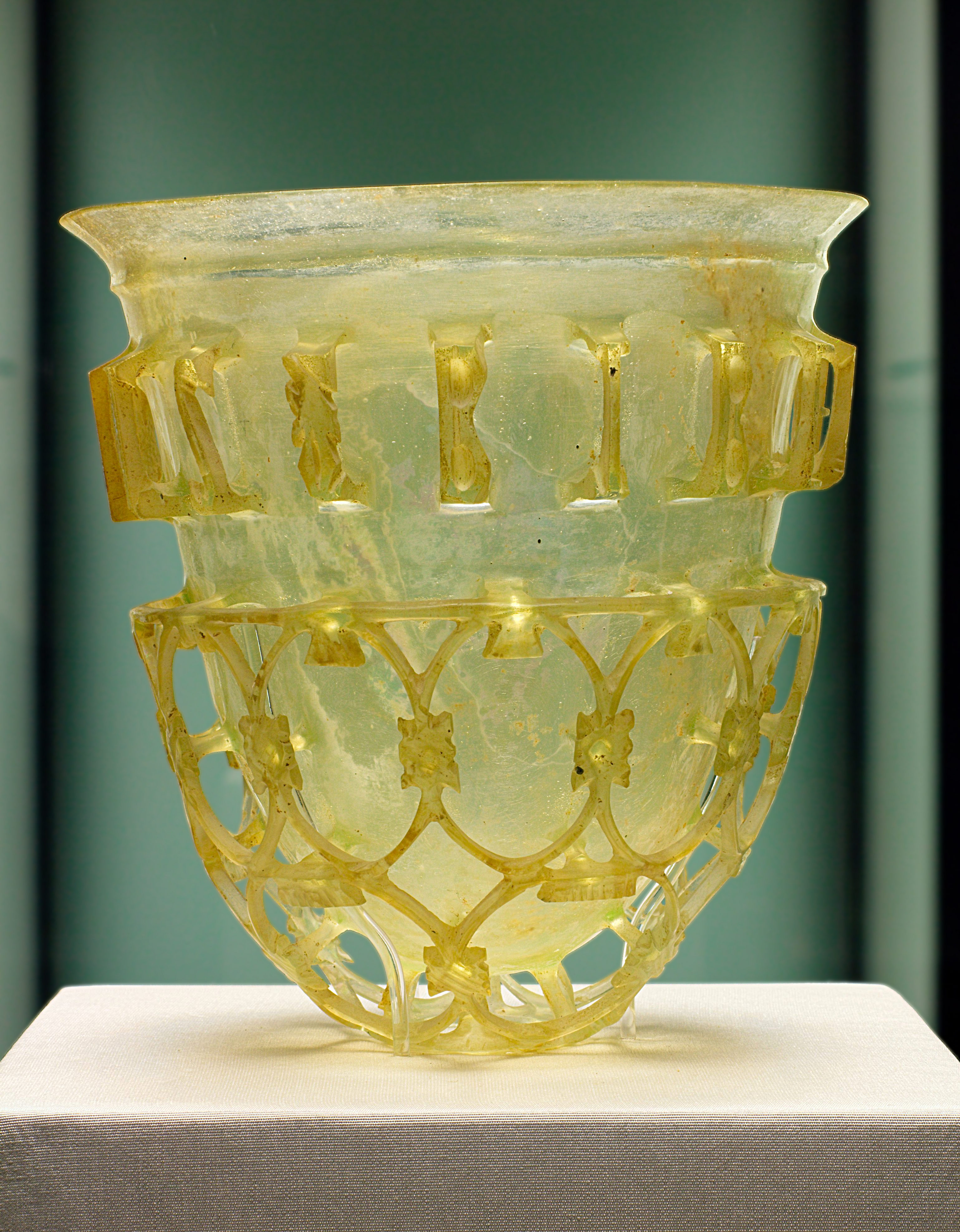
Cupă romană din secolul al IV-lea e.n

Istoria fabricării sticlei începe cu cel puțin 3.600 de ani în urmă, în Mesopotamia. Cu toate acestea, o bună parte a cercetătorilor susțin că primele descoperiri din Mesopotamia este posibil să fi fost còpii ale obiectelor din sticlă din Egipt. Există însă alte dovezi arheologice care indică faptul că prima sticlă adevărată a fost produsă în zona coastei de Nord a Siriei, în Mesopotamia sau în Egipt. Cele mai vechi obiecte de sticlă cunoscute, datate de la mijlocului mileniului al III-lea î.Hr., au fost mărgele, probabil create inițial ca produse secundare accidentale de la prelucrarea metalelor (zgură) sau de la producerea de faianță, un material de tipul vitraliului, „strămoșul” sticlei, realizat printr-un proces similar cu arderea. Produsele din sticlă au rămas un lux până când catastrofele din Epoca bronzului au împiedicat, pentru o perioadă, fabricarea acestora.
Dezvoltarea tehnologiei sticlei ar fi început în India în 1.730 î.Hr.
Din fostul Imperiu Roman, arheologii au identificat și recuperat obiecte din sticlă care au fost folosite ca obiecte de uz casnic, în industrie sau la serviciile funerare. Sticlă din epoca anglo-saxonă a fost găsită pe teritoriul Angliei în timpul săpăturilor arheologice atât pe locul unor foste așezări umane, cât și în cimitire. În timpul perioadei anglo-saxone, sticla a fost folosită la fabricarea unei game variate de obiecte, inclusiv la fabricarea veselei, a mărgelelor, a geamurilor și chiar în confecționarea bijuteriilor (podoabelor).

## Originile fabricării sticlei

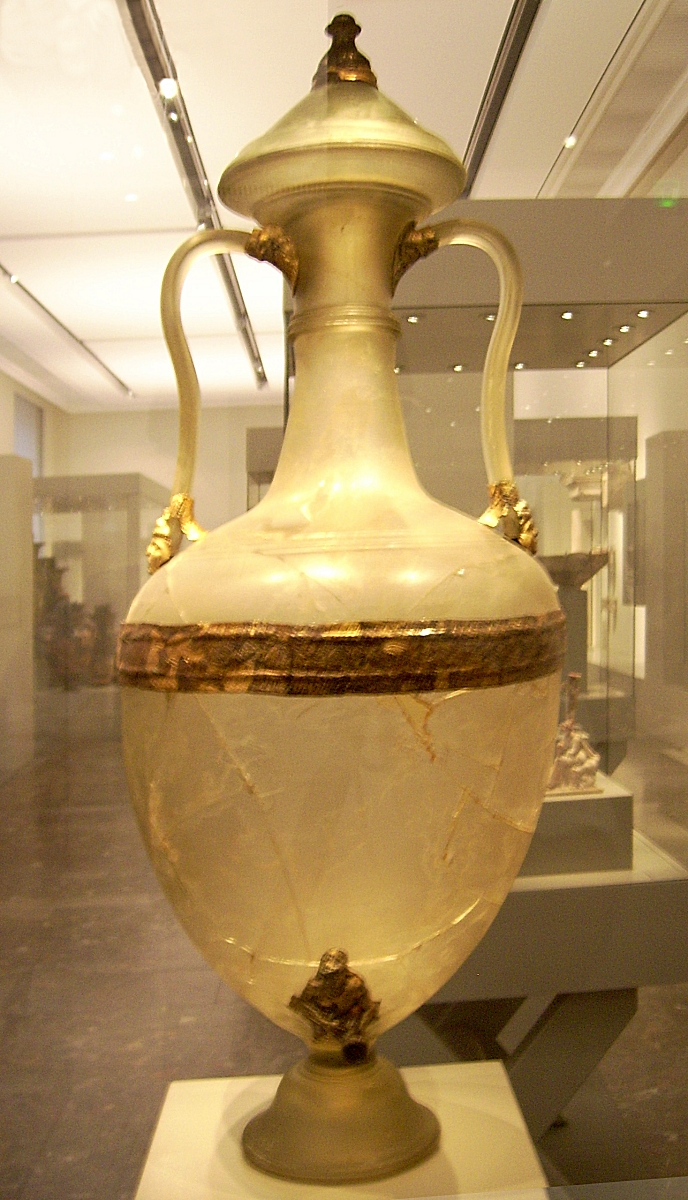
Amforă de sticlă din Grecia antică din perioada elenistică.

Sticla naturală, în special cea vulcanică, din cristale de obsidian, a fost folosită de diferite civilizații din întreaga lume, în perioada Epocii de piatră, pentru producerea de unelte ascuțite pentru tăiat și, din cauza faptului că se găsea în foarte puține zone, era intens comercializată. Dar, în general, săpăturile arheologice indică faptul că primul tip de sticlă a fost fabricat de oameni în zona coastei de nord a Siriei, în Mesopotamia sau în Egiptul Antic. Datorită mediului favorabil de conservare din Egipt, majoritatea obiectelor vechi din sticlă au fost găsite în această zonă, deși unele dintre ele cel mai probabil au fost importate. Obiectele de sticlă din cele mai vechi timpuri, de pe la mijlocul celui de-al treilea mileniu î.Hr., au fost mărgelele, probabil create inițial ca produse secundare accidentale din timpul prelucrării metalelor sau din timpul producerii de faianță, un material de tipul vitraliului, „strămoșul” sticlei realizat printr-un proces similar cu arderea. 
În epoca târzie a bronzului, din zona Egiptului (de exemplu, „Comoara” Ahhotep ) și în zona Asiei de Vest (de exemplu, Megiddo ), s-a constatat o evoluție rapidă privind tehnologia de fabricare a sticlei Descoperirile arheologice din această perioadă includ lingouri de sticlă colorată, diferite recipiente (vase, de diferite culori, imitând forma sculpturilor din pietre semiprețioase ) precum și nelipsitele mărgele. Alcaliul sticlei siriane și egiptene a fost cenușa de sodiu ( carbonatul de sodiu ), care poate fi extrasă din resturi/deșeuri vegetale, în special din plantele marine halofile, cum ar fi florile de sărătură. Ultimele modele/tipuri de vase au fost realizate după o anumită tehnică „în jurul unui miez”, dintr-un amestec de nisip în care era înfiptă o tijă de metal, în jurul căruia se înfășura un for ductil de sticlă care, prin fuzionare, și printr-un proces repetat de reîncălzire avea ca rezultat producerea sticlei.
Fire subțiri de sticlă de diferite culori realizate din amestecuri de oxizi au fost ulterior desenate de jur împrejurul acestor matrițe pentru a crea modele, gravate pe sticlă, ca niște ghirlande sau alte tipuri de ornamente, folosind, pentru aceasta, unelte din metal. Apoi vasul respectiv era șlefuit (marvered⁠(d)) pe o placă pentru a încorpora firele decorative. Mânerele și picioarele erau aplicate separat. În urma procesului de răcire lentă a sticlei, tija era ulterior îndepărtată, fiind scoasă din centrul vasului, în timp ce resturile din materia primă din interior (amestecul de nisip și de argilă) au fost apoi îndepărtate. Formele de sticlă pentru incrustații au fost adesea create în matrițe. Cu toate acestea, primele produse din sticlă au fost fabricate, în marea lor majoritate având la bază tehnici de măcinare împrumutate din prelucrarea pietrei. Acest lucru însemna că sticla era de obicei măcinată și sculptată în stare rece.
Până în secolul al XV-lea î.Hr., sticla se producea masiv în Asia de Vest, Creta și în Egipt; tot atunci este atestat și termenul grecesc micenian 𐀓𐀷𐀜𐀺𐀒𐀂, ku-wa-no-wo-ko-i, adică „muncitori la fabricarea de lapis lazuli și sticla (sticlari)” (scris în grafie silabică Linear b ).   Se crede că tehnicile și metodele urmate pentru topirea inițială a sticlei din materii prime constituiau un secret tehnologic bine păzit, rezervat marilor industrii de palat ale statelor puternice. Sticlarii din alte zone au folosit, așadar, importurile de sticlă preformată, adesea sub formă de lingouri turnate, cum ar fi cele găsite pe epava Ulu Burun în largul coastei Turciei de astăzi. 

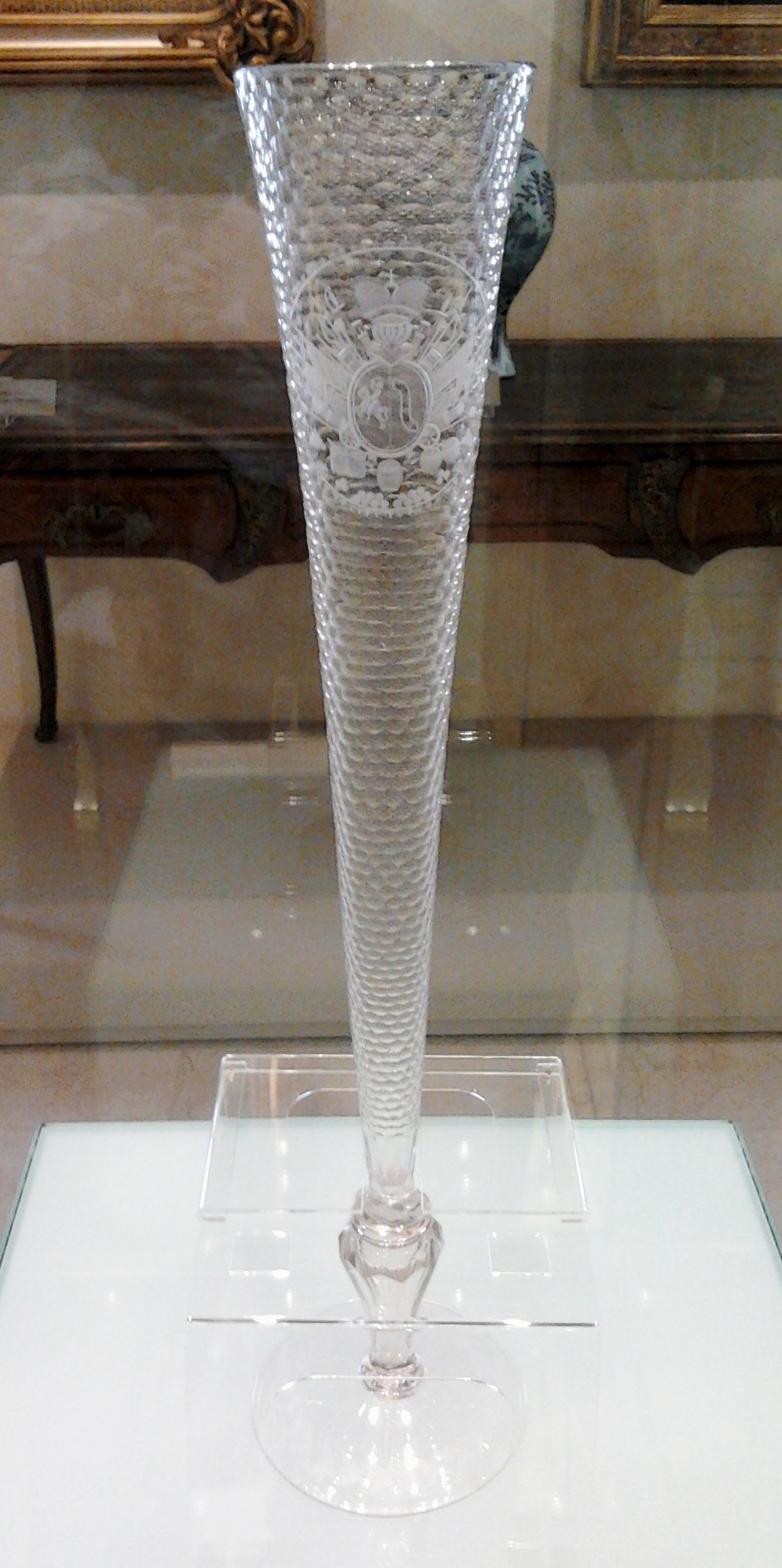
Pahar cu stemă de la început de secol XVIII, care se află la Muzeul Districtual din Tarnów, fiind unul dintre cele mai înalte (54,3 cm, 21,4 inchi) exemplare care s-au păstrat, realizat cu mare măiestrie în mai puțin cunoscuta fabrică de sticlă din Lubaczów. Paharul a fost acoperit aproape în întregime cu un model care imită solzii de crap și cu decorațiuni gravate manual.

Sticla a rămas să fie considerată un lux, iar catastrofele care au avut loc în epoca târzie a bronzului păreau să fi împiedicat fabricarea acesteia. Procesul de fabricare a sticlei a fost reluat în fostele zone din Siria și Cipru, în secolul al IX-lea î.Hr., atunci când au fost descoperite tehnicile de fabricare a sticlei incolore.
Primul „manual” de fabricare a sticlei datează aproximativ din jurul anului 650 î.Hr. Instrucțiunile privitoare la fabricarea sticlei sunt cuprinse în tăblițe cuneiforme descoperite în biblioteca regelui asirian Asurbanipal.
În Egipt, procesul de fabricare a sticlei nu a fost reluat până ce el nu a fost reintrodus în Alexandria ptolemeică. Recipientele și mărgelele care erau fabricate „în jurul unui miez de nisip” continuau să fie produse la scară largă, însă au început să apară alte tehnici odată cu dezvoltarea procedeelor de fabricare a sticlei și cu progresele tehnologice.
În perioada elenistică au fost introduse multe tehnici noi de fabricare a sticlei, aceasta începând să fie utilizată la producerea unor piese mai mari, în special articole de masă. Tehnicile dezvoltate în această perioadă includ „turnarea” sticlei în stare vâscoasă (dar nu complet topită) peste o matriță pentru a forma un vas dar și tehnica „ millefiori ” (însemnând „mii de flori”), în care bastonașe de sticlă multicoloră erau tăiate și dispuse împreună după care erau topite într-o matriță pentru a crea un efect asemănător mozaicului. Tot în această perioadă a început să fie la mare căutare sticla incoloră sau decolorată, începând să se studieze mai în detaliu metodele pentru obținerea acesteia. 

Potrivit lui Plinius cel Bătrân, comercianții fenicieni au fost primii care au găsit tehnici de fabricare a sticlei în locul unde se află râul Belus. Georgius Agricola, în De re metallica, evocă o poveste legatăde o „descoperire” familiară tradițională:
„Potrivit tradiției, un vas comercial încărcat cu nitru a fost ancorat în acest loc; aflați pe plajă, negustorii își pregăteau ceva de mâncare și, neavând pietre pentru a-și sprijini vasele cu mâncare, au folosit bulgări de nitru pe care-l aduseseră cu ei pe navă; acest nitriu, la contactul cu nisipul de pe țărm, a început să curgă șiroi sub forma unui lichid translucid și astfel a luat naștere, sticla.” 
Totuși, această relatare reprezintă mai degrabă o reflecție a experienței romane privitor la producția de sticlă, pentru că nisipul alb de siliciu din această zonă a fost folosit în producerea sticlei în Imperiul Roman datorită nivelurilor sale ridicate de puritate. În secolul I î.Hr., a fost descoperită tehnica de suflare a sticlei în zona coastei siro-iudeană, fapt care a produs o revoluție în industria fabricării acesteia. O primă dovadă a descoperirii acestei tehnici de suflare a sticlei a fost identificată în Cartierul Evreiesc din Ierusalim, într-un strat care alcătuia interiorul unei băi ritualice, care a fost acoperit de pietrele cu care era pavată strada Herodiane. Alte câteva locuri în care se producea „Sticlă Iudaică” au fost găsite în Galileea. Vasele de sticlă erau acum ieftine în comparație cu vasele de ceramică. În întreaga lume romană s-a constatat o creștere a utilizării produselor din sticlă. Plasticul a început să fie înlocuit cu sticla în lumea romană, iar produsele din sticlă fabricate în Alexandria s-au răspândit peste tot în Imperiul Roman. Odată cu descoperirea sticlei translucide (prin introducerea dioxidului de mangan ) de către suflătorii de sticlă din Alexandria, în jurul anului 100 d.Hr., romanii au început să folosească sticla și în arhitectură. Ferestrele din sticlă turnată, deși cu calități optice slabe, au început să fie utilizate la construirea celor mai importante clădiri din Roma și pentru construirea celor mai luxoase vile din Parcurile Herculaneum și Pompeii. În următorii 1.000 de ani, s-a continuat procesul de fabricare și prelucrare a sticlei, răspândindu-se în sudul Europei și în alte zone ale acesteia.

## Istorie prin cultură

### Iran
Primele obiecte de sticlă persane apar sub forma unor mărgele datând din epoca târzie a bronzului (1600 î.Hr.) fiind descoperită în timpul explorărilor sitului Dinkhah Tepe, situat în Azerbaidjanul iranian, de către Charles Burney. Tuburile de sticlă au fost descoperite de arheologii francezi la Chogha Zanbil, și datează cam de pe la mijlocul perioadei elamită. Au fost găsite și pahare din mozaic la Teppe Hasanlu și Marlik Tepe în nordul Iranului, datând din epoca fierului. Aceste pahare seamănă cu cele din Mesopotamia, la fel ca și cele găsite în Susa în timpul perioadei elamite târzii.
Tuburi de sticlă care conțin kohl (kahal sau surma, un fel de funingine și alte ingrediente precum uleiul de ricin, având o textură mai cremoasă și fiind folosit de mii de ani în industria cosmetică) au fost găsite și în Azerbaidjanul iranian și provincia Kurdistan, din timpul Imperiului Ahemenid. La acea epocă, vasele de sticlă erau de obicei simple și incolore. În timpul Imperiului Seleucid și al Imperiului Part târziu, predominau tehnicile grecești și romane de fabricare a sticlei. În perioada Imperiului Sasanid, vasele de sticlă erau decorate cu motive locale.

### India
Obiecte din sticlă au fost găsite și în epoca Epoca cuprului (Calcolitic) în Hastinapur, India. Cel mai vechi obiect de sticlă aparținând civilizației din Valea Indului îl reprezintă o mărgea de sticlă maro, găsită la Harappa, datând din anul 1700 î.Hr. Este cel mai vechi obiect din sticlă din Asia de Sud. Sticla descoperită mai târziu, în alte locații, între 600 și 300 î.Hr., prezintă culori obișnuite.
Texte precum Shatapatha Brahmana și Vinaya Pitaka menționează sticla, acest fapt sugerând ideea că obiectele din sticlă existau în India la începutul mileniului I î.Hr. Obiecte din sticlă au mai fost găsite și la Beed, Sirkap și Sirsukh, toate datând din jurul secolului al V-lea î.Hr. Cu toate acestea, prima dovadă incontestabilă a utilizării pe scară largă a sticlei a fost găsită pe ruinele orașului Taxila (secolul al III-lea î.Hr.), unde au fost descoperite mari cantități de brățări, mărgele, vase mici și plăci de faianță. Cel mai probabil că aceste tehnici de fabricare a sticlei au fost preluate de la diferite culturi în zona Asiei de Vest.
Localitatea Kopia, din Uttar Pradesh, este pe primul loc în India în producerea sticlei la nivel local, deținând obiecte din sticlă din perioada cuprinsă între secolele VII î.Hr. până în secolul II e.n. Cea mai veche sticlă din india din această perioadă, cel mai probabil că a fost fabricată pe plan local, în Kopia, deoarece compoziția ei chimică diferă semnificativ de sticla babiloniană, romană și chineză.
Până în secolul I d.Hr., sticla era folosită la fabricarea ornamentelor și a carcaselor în zona Asiei de Sud. Contactul cu lumea greco-romană a determinat apariția unor tehnici mai noi de fabricare a sticlei, iar artizanii indieni au început să stăpânească mai multe tehnici de turnare a acesteia, de ornamentare și de colorare datorate experienței de secole în fabricarea sticlei. În timpul dinastiei Satavahana, s-au fabricat în India și cilindri scurti de sticlă compozită, inclusiv cei care au inclusă o matrice galbenă acoperită cu sticlă verde.

### China

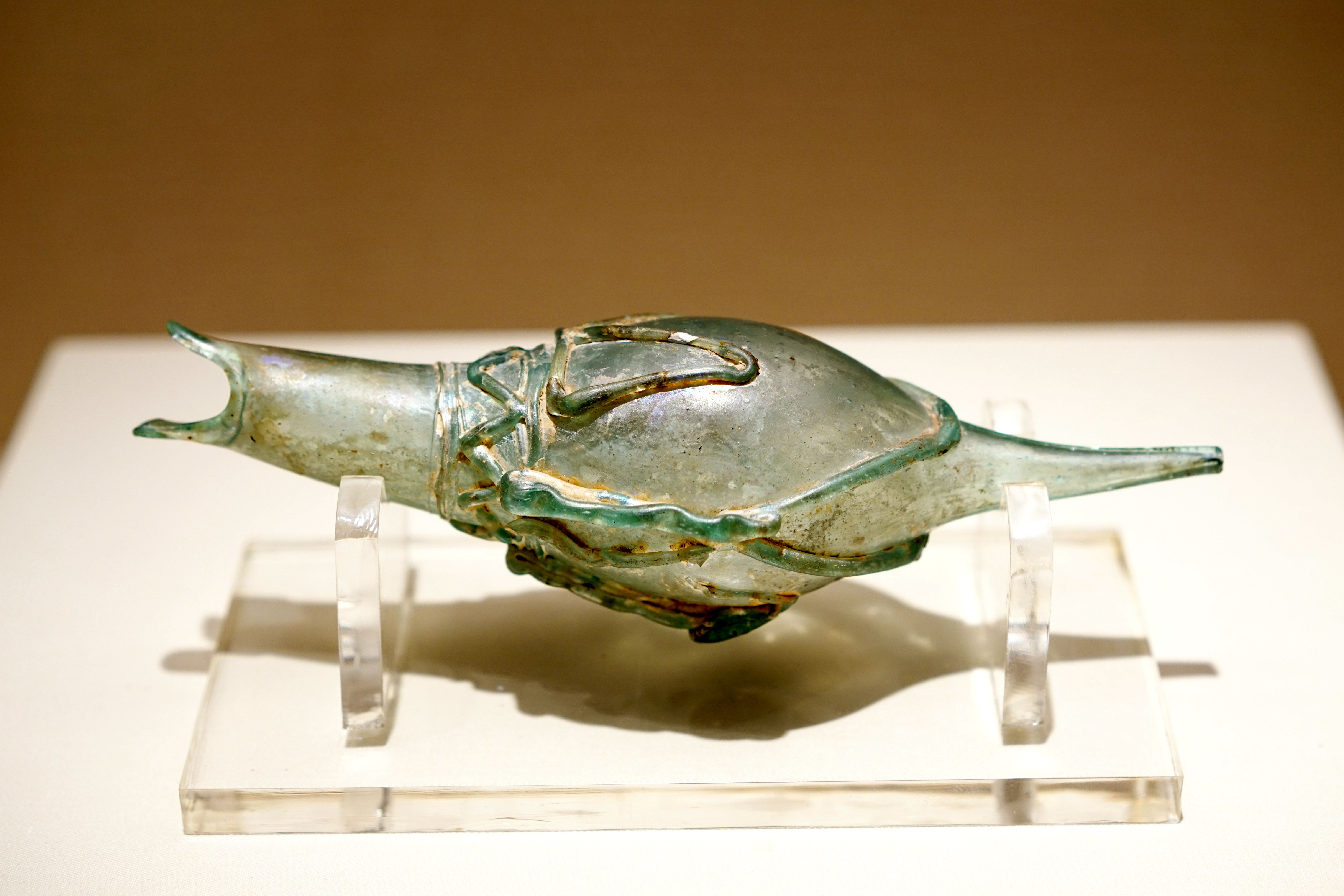
Obiect de sticlă de picurare a apei/Picurător Xianbei

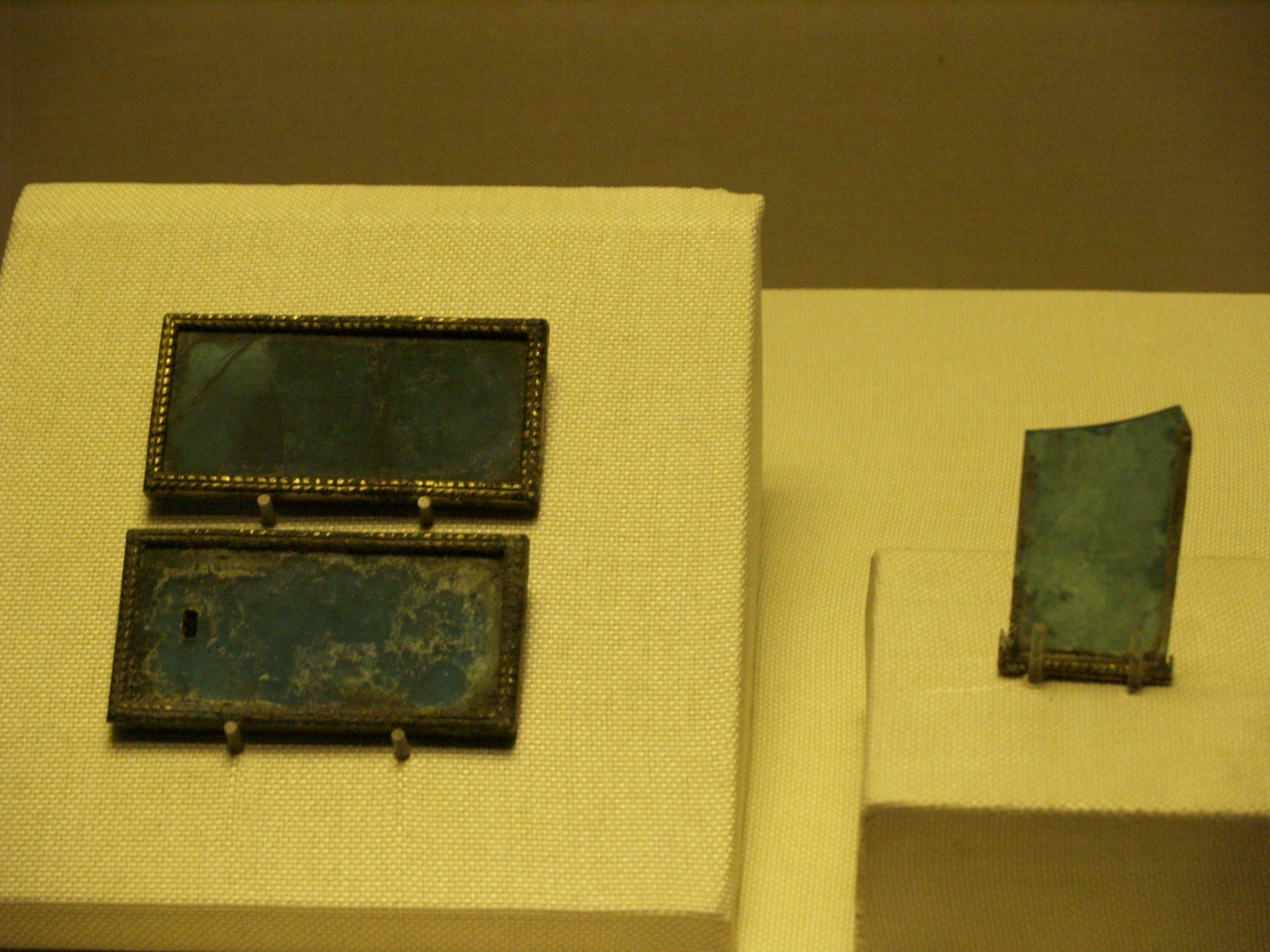
Plăci de sticlă albastră găsite în Mausoleul Regelui Nanyue, datând de la sfârșitul secolului al II-lea î.Hr.

În China, sticla a avut un rol neînsemnat în artă și meșteșuguri în comparație cu ceramica și prelucrarea metalului.Cele mai vechi obiecte din sticlă din China provin din perioada Celor Trei Regate (475–221 î.Hr.), deși numeric, ele sunt foarte puține și, din punct de vedere arheologic, pe suprafețe destul de limitate. 
Procesul de fabricare a sticlei în China a luat amploare mult mai târziu, comparativ cu civilizațiile din Mesopotamia, Egipt și India. China a început să importe pentru prima dată obiecte din sticlă în perioada numită de istorici Perioada Primăverilor și Toamnelor (început de secol V î.Hr.), sub formă de margele oculare policrome. Aceste importuri au constituit un imperativ pentru constituirea unei producții locale de margele de sticlă.
În timpul dinastiei Han (206 î.Hr.–220 d.H), utilizarea sticlei a început sa ia diferite forme. Introducerea turnării sticlei în această perioadă a încurajat producția de obiecte turnate în matrițe, cum ar fi piatra pi sau alte obiecte ritualice. Obiectele chinezești din sticlă din perioada celor Trei Regate și din timpul dinastiei Han sunt foarte diferite ca și compoziție chimică în comparație cu obiectele importate din sticlă. Sticla din această perioadă conține niveluri ridicate de oxid de bariu și de plumb, fiind diferite de paharele de sticlă silico-calco-sodică din Asia de Vest și Mesopotamia. La sfârșitul dinastiei Han (220 d.Hr.), sticlei obținută din combinația dintre plumb și bariu a cunoscut un declin, producția de sticlă reluându-se abia în secolele IV-lea și V d.Hr. Sursele literare menționează, de asemenea, fabricarea sticlei în secolul al V-lea d.Hr. 

### Perioada romană

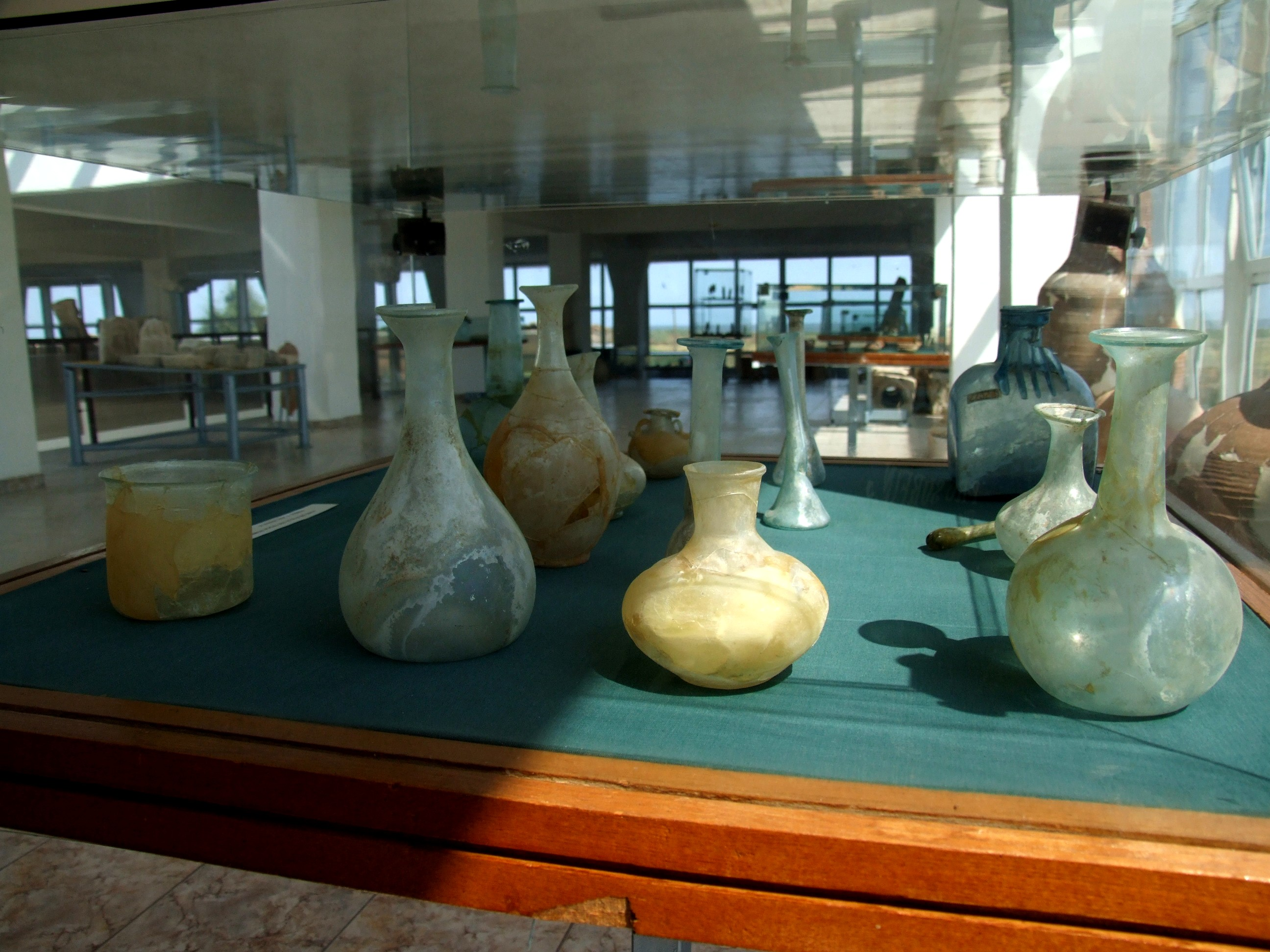
Vase din sticlă din Perioada romană

Tehnologia de fabricare a sticlei din perioada romană este tributară tradițiilor elenistice, canalizându-se inițial pe producția de vase extrem de colorate din sticlă turnată. Obiecte din sticlă de uz casnic, folosite în industrie sau la serviciile funerare au fost identificate pe întreg teritoriul Imperiului Roman. Sticla a fost folosită în principal la fabricarea paharelor și a vaselor din sticlă, deși se fabricau și plăci de mozaic și sticlă pentru ferestre.
Cu toate acestea, în timpul secolului I d.Hr., tehnologia fabricării sticlei a cunoscut o amplă dezvoltare, introducându-se tehnica fabricării sticlei prin suflare precum și predominanța paharelor transparente sau pahare de „apă”. Sticla brută și vasele din sticlă finisate au fost produse, din punct de vedere geografic, în zone diferite și, până la sfârșitul secolului I d.Hr., datorită faptului că sticla se fabrica la scară largă, în special în Alexandria, acest fapt a făcut ca aceasta să devină un material cu disponibilitate largă în lumea romană.

### Lumea islamică
Sticla islamică a continuat descoperirile culturilor preislamice, în special sticla din perioada Imperiului Sasanid din Persia. Poetul arab al- Buhturi (820–897) a descris transparența unui astfel de pahar: „Datorită transparenței sale, sticla nici nu se observă”. În secolul al VIII-lea, chimistul persan - arab Jābir ibn Hayyān (Geber) a propus 46 de rețete pentru producerea sticlei colorate în Kitab al-Durra al-Maknuna ( Cartea perlei ascunse ), în plus față de cele 12 rețete introduse de al-Marrakishi într-o ediție ulterioară a cărții. Până în secolul al XI-lea, în Spania islamică erau produse oglinzi din sticlă transparentă.

### Africa

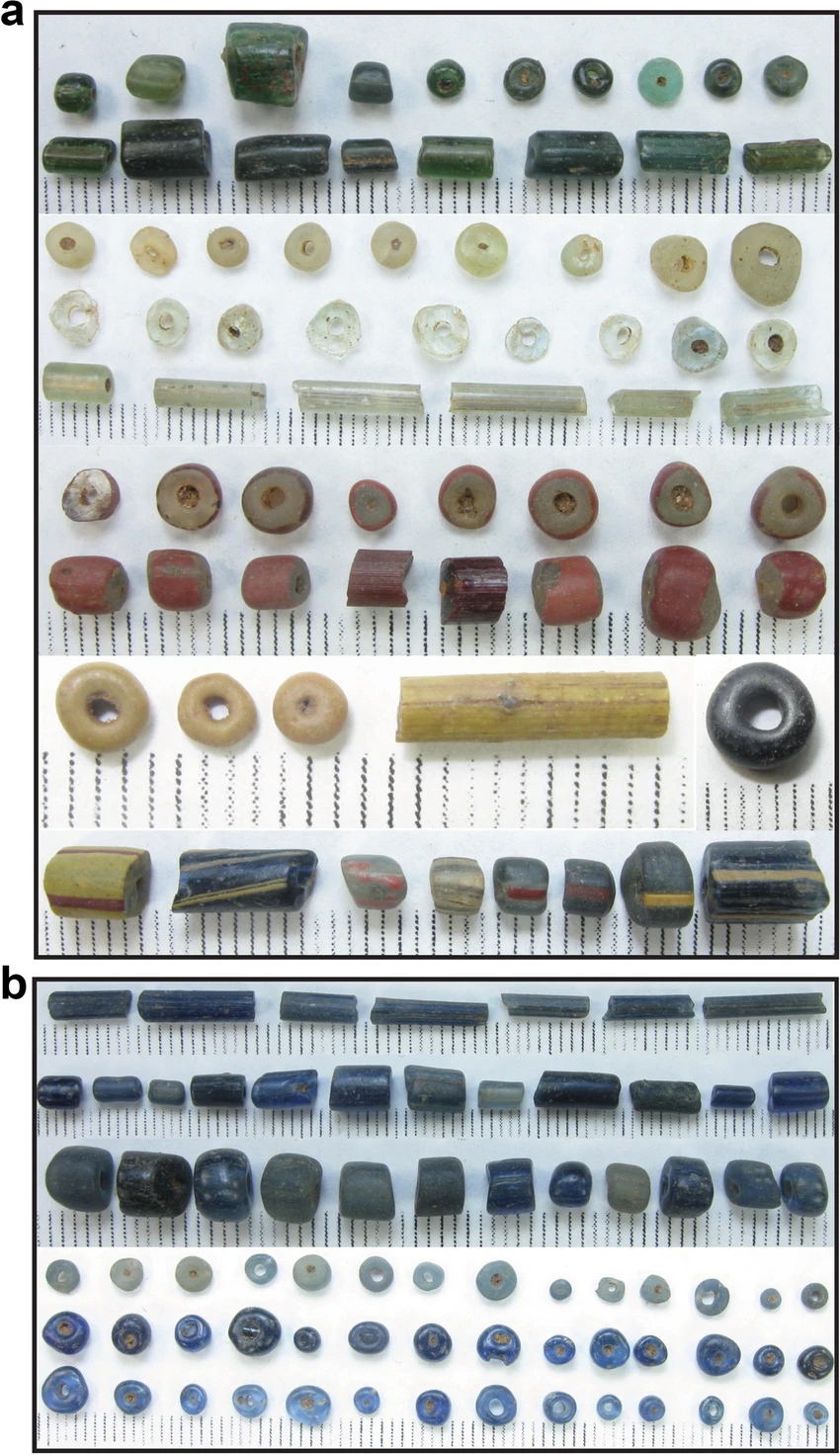
Sticla din Ile-Ife, Yorubaland

Există dovezi care indică faptul că producția autohtonă de sticlă a existat în Africa de Vest cu mult înainte de existența unui contact mai frecvent cu alte regiuni unde se producea sticlă. Cel mai semnificativ și mai bine documentat exemplu este Imperiul Ife din sud-vestul Nigeriei. Săpăturile arheologice de la Igbo Olokun, un sit din nordul imperiului Ife, au confirmat existența unei cantități impresionante de mărgele de sticlă, creuzete și resturi de producție datând din secolele XI-XV d.Hr. Analiza chimică a dus la descoperirea unei semnături chimice unice, foarte diferită de tipurile de sticlă importate cunoscute.
Sticla Igbo Olokun are foarte mult var și aluminiu în compoziție, fapt care reflectă utilizarea de materii prime din surse specifice locale, inclusiv nisipuri granitice și posibil carbonat de calciu provenind din diferite surse precum scoicile de melc. La Igbo Olokun au fost produse cel puțin două tipuri distincte de sticlă, anume, cu conținut redus de var sau cu un conținut ridicat de aluminiu. Coloranți, inclusiv mangan, fier, cobalt și cupru, au fost intenționat adăugați pentru a produce o gamă variată de culori, în special diferite nuanțe de albastru și verde dicroic. Analiza a demonstrat, de asemenea, prezența deșeurilor provenite în urma producerii sticlei, inclusiv fragmente de creuzete care poartă reziduuri de sticlă vitrificată, confirmând existența unei producții locale de sticlă. 

### Europa medievală

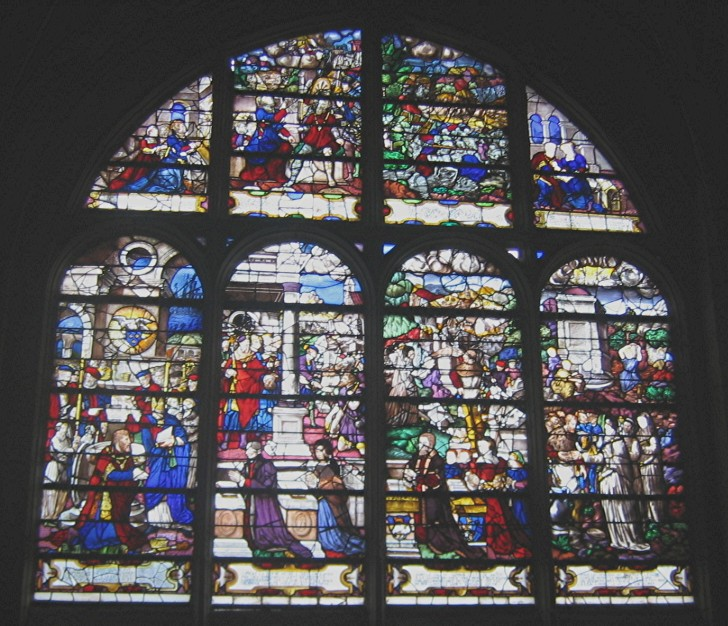
Vitraliu de secol XVI

După prăbușirea Imperiului Roman de Apus, tehnologiile independente de fabricare a sticlei au început să apară și în partea de Nord a Europei, cu sticlă verde artizanală (sticlă de pădure, „forest glass”) produsă de diferite culturi. Sticla de tip bizantin⁠(d) a dezvoltat tradiția romană în ceea ce privește producția de sticlă. Paharul cu gheare era foarte popular datorită faptului că se fabrica destul de ușor dar în același timp crea era și impresionant, exploatând potențialul unic al sticlei.
Obiecte de sticlă din secolele al VII-lea și al VIII-lea au fost găsite pe insula Torcello⁠(d), lângă Veneția. Aceste obiecte constituie o legătură importantă între perioada romană de fabricare a sticlei și importanța pe care o are mai târziu acea regiune în fabricarea materialului. În jurul anului 1000, d.Hr., a avut loc în Nordul Europei o importantă descoperire tehnică, când sticla calcosodică, produsă din pietricele albe și vegetație arsă a fost înlocuită cu sticla obținută dintr-un material mult mai accesibil: potasa (potașul, carbonatul de potasiu) obținut din cenușa de lemn (fag sau stejar). Astfel, începând din acest moment, sticla fabricată în zonele nordice era diferită substanțial de cea fabricată în zona mediteraneană, unde sticla calcosodică era cel mai des întrebuințată.
Până în secolul al XII-lea, vitraliul – un tip de sticlă căruia i s-au adăugat impurități metalice sau alte impurități pentru ca aceasta să se coloreze – nu prea a fost folosit, dar a devenit într-un timp foarte scurt, un mijloc important în redarea artei romanice și în special a celei gotice. Aproape tot ce s-a păstrat din acest tip de tehnică/artă (a vitraliului), se află conservat în biserici dar această tehnică era folosită și pentru marile clădiri seculare (înfrumusețarea lor). În secolul al XI-lea s-a constatat în Germania apariția de noi tehnici de fabricare a foilor/bucăților de sticlă prin suflarea sferelor. Sferele erau rotite astfel încât să formeze cilindri și imediat apoi tăiate înainte ca ele să se răcească, după care foile din sticlă erau aplatizate. Această tehnică a fost perfecționată în secolul al XIII-lea, la Veneția. Tehnica suflării sticlei a fost folosită până pe la mijlocul secolului al XIX-lea. În acest proces, cel care sufla sticla trebuia să rotească la capătul unei tije, aproximativ 4 kg de sticlă topită până ce aceasta se aplatiza, luând forma unui disc cu diametrul de aproximativ 1.5 metri. Apoi,discul era tăiat sub formă de panouri. Vasele din sticlă de uz casnic din epoca medievală târzie din Europa de Nord sunt cunoscute sub numele de sticlă de pădure (forest glass, sticlă verde). 

#### Lumea anglo-saxonă
Sticla din perioada anglo-saxonă a fost identificată pe întreg teritoriul Angliei în timpul săpăturilor arheologice atât pe locul unor foste așezări omenești cât și în cimitire.În perioada anglo-saxonă, sticla a fost întrebuințată la fabricarea unei game variate de obiecte, inclusiv la fabricarea veselei, a mărgelelor, a geamurilor și chiar în confecționarea bijuteriilor (podoabelor). În secolul al V-lea d.Hr., odată cu plecarea romanilor din Britania, au existat mari schimbări în ceea ce privește modalitatea uztilizării sticlei. săpăturile realizate în siturile romano-britanice, au scos la iveală cantități mari de sticlă, dar în schimb, cantitatea de sticlă recuperată din siturile anglo-saxone din secolul al V-lea și de mai târziu, este infimă. 
Vesela, aproape în întregime, la fel ca și totalitatea mărgelelor provin din săpăturile arheologice a primelor cimitire anglo-saxone însă, datorită unei schimbări în ritualul de înmormântare în ultima parte a secolului al VII-lea, procesul de recuperare al sticlei a fost afectat deoarece creștinii anglo-saxoni erau îngropați cu mai puține bunuri, și prin urmare, sticla se găsea foarte rar. Începând cu sfârșitul secolului al VII-lea, geamurile din sticlă sunt tot mai des folosite. Acest lucru este legat în mod direct de apariția creștinismului și construirea de biserici și mănăstiri. Există câteva surse literare bisericești anglo-saxone care menționează despre producerea și folosirea sticlei, deși acestea se referă la sticla de geamuri utilizată în clădirile bisericești. Sticla a fost folosită, de asemenea, de anglo-saxoni, la fabricarea bijuteriilor lor, atât sub forma de email, cât și ca inserții din sticlă tăiată.

#### Murano

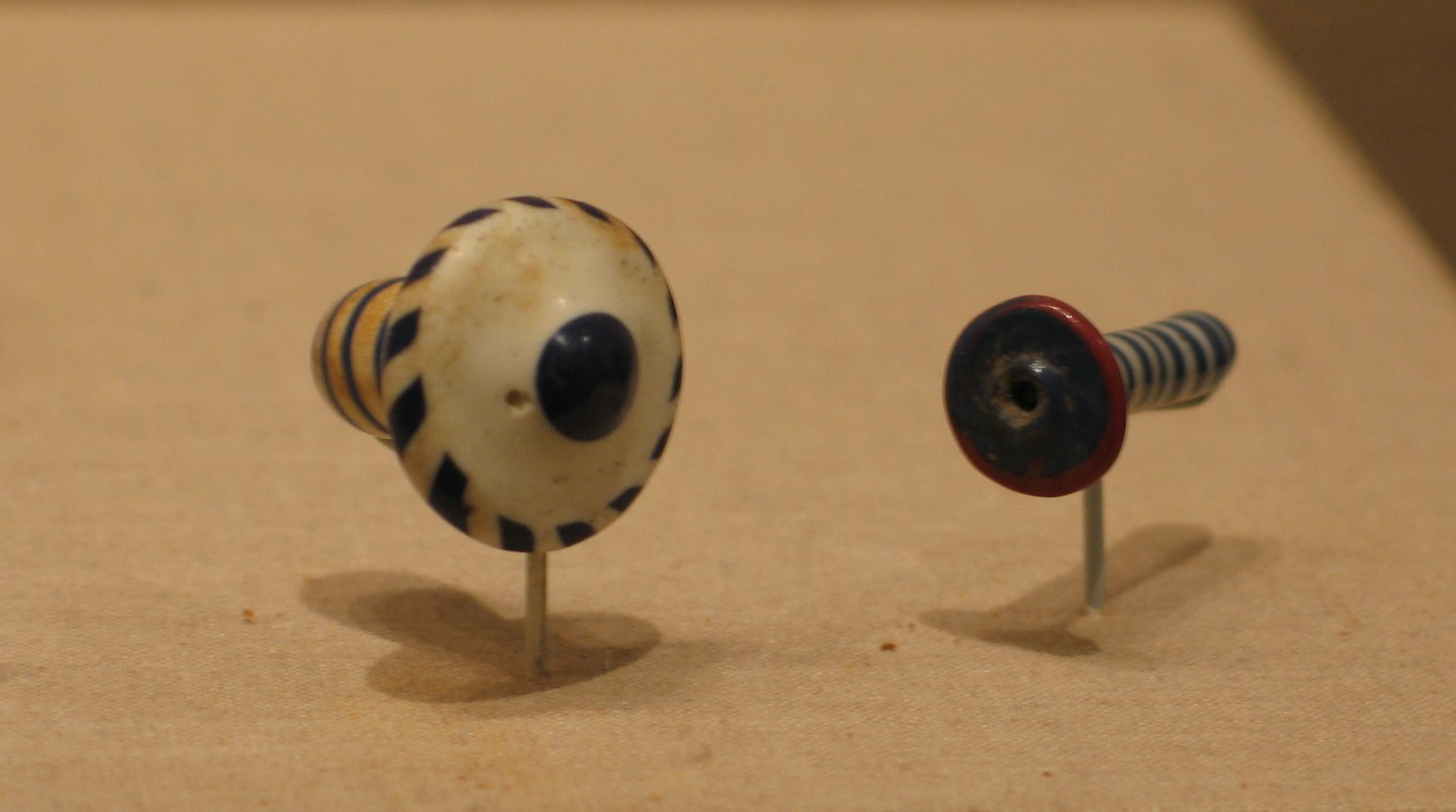
Cercei, c. 1390–1353 î.Hr., 48.66.30, Muzeul Brooklyn
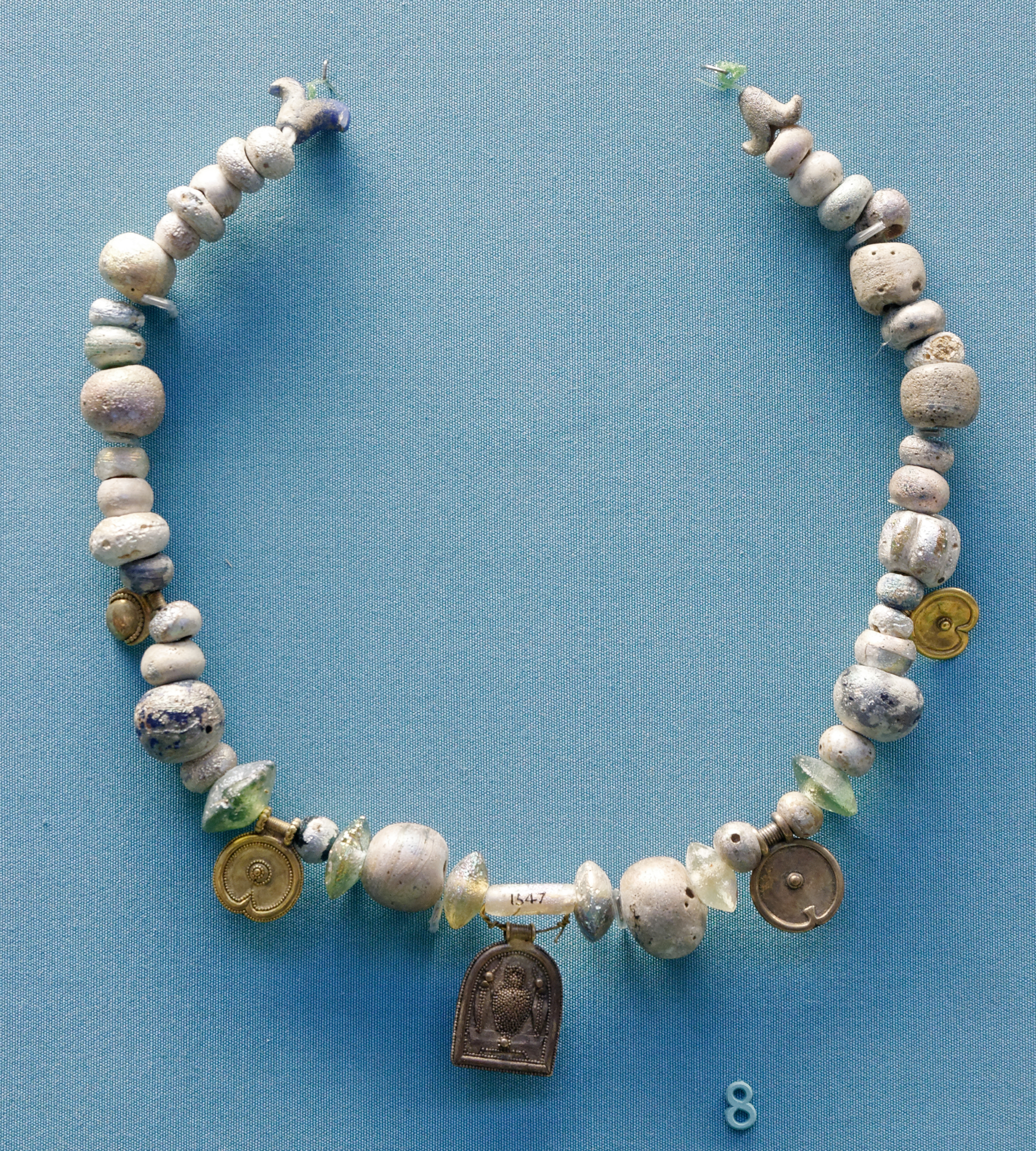
Colier din sticlă feniciană secolele V-VI î.Hr
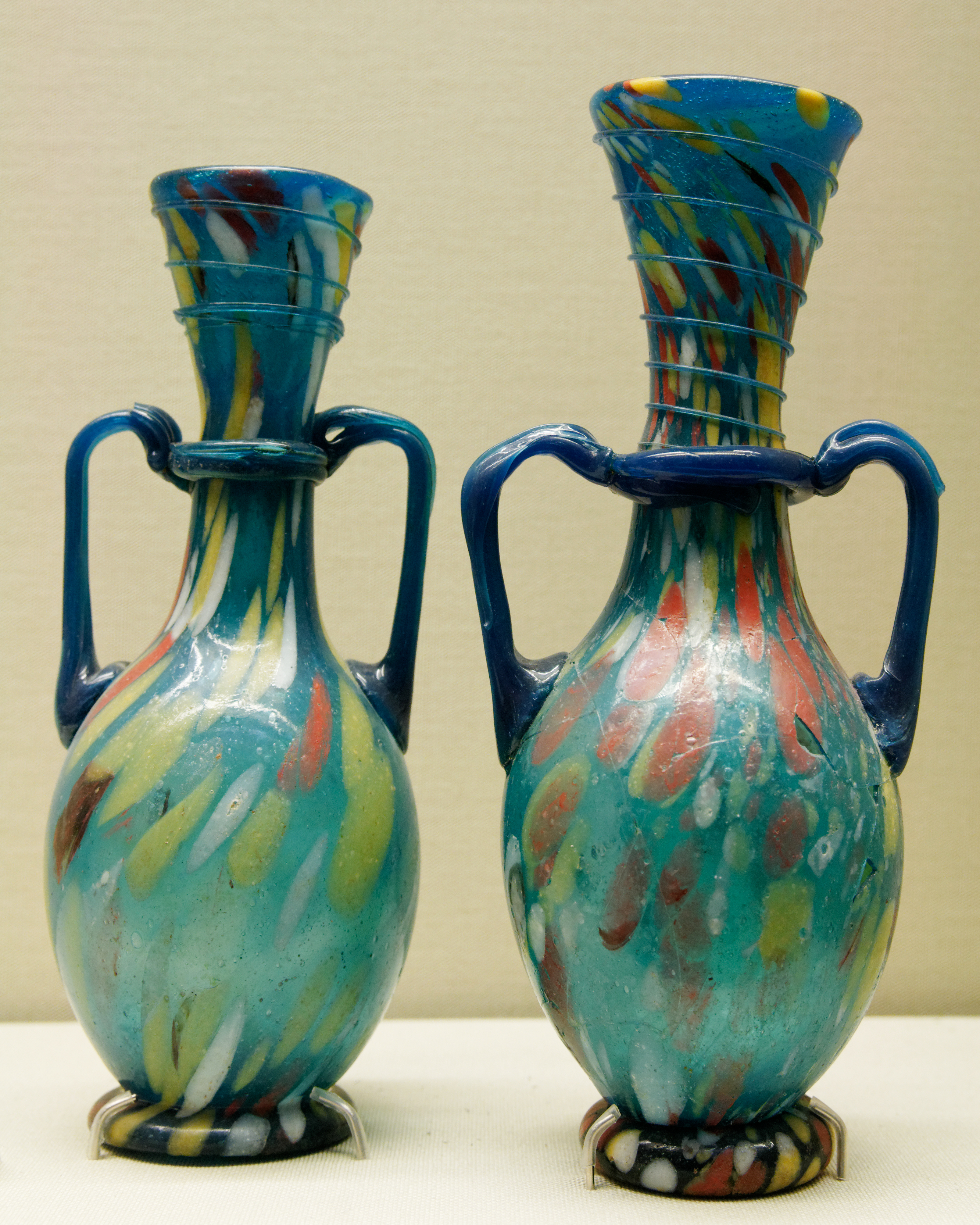
Amphoriskoi din sticlă romană din secolele I-II d.Hr
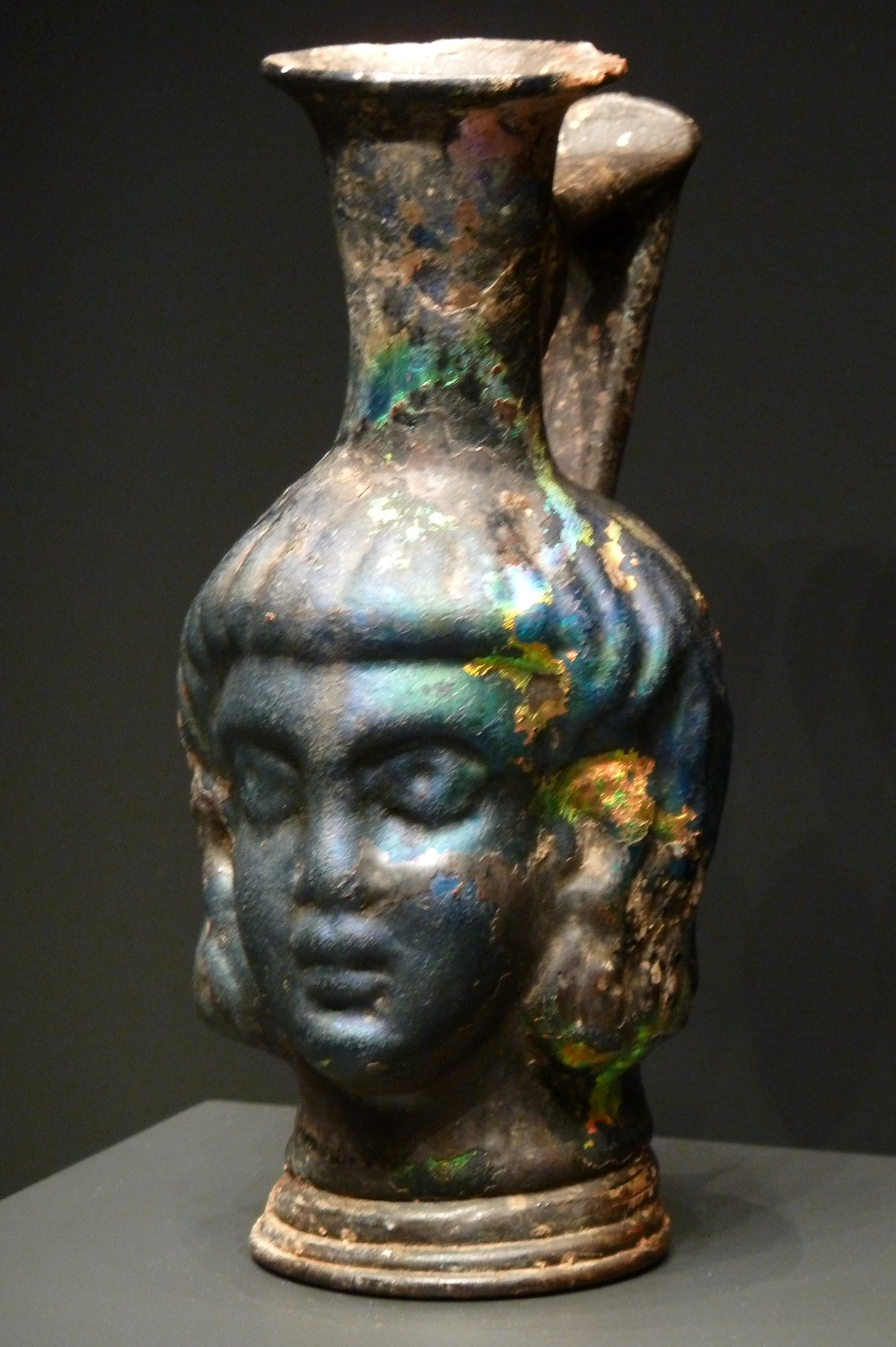
Balon cu cap albastru (roman, 300–500 d.Hr., sticlă turnată)
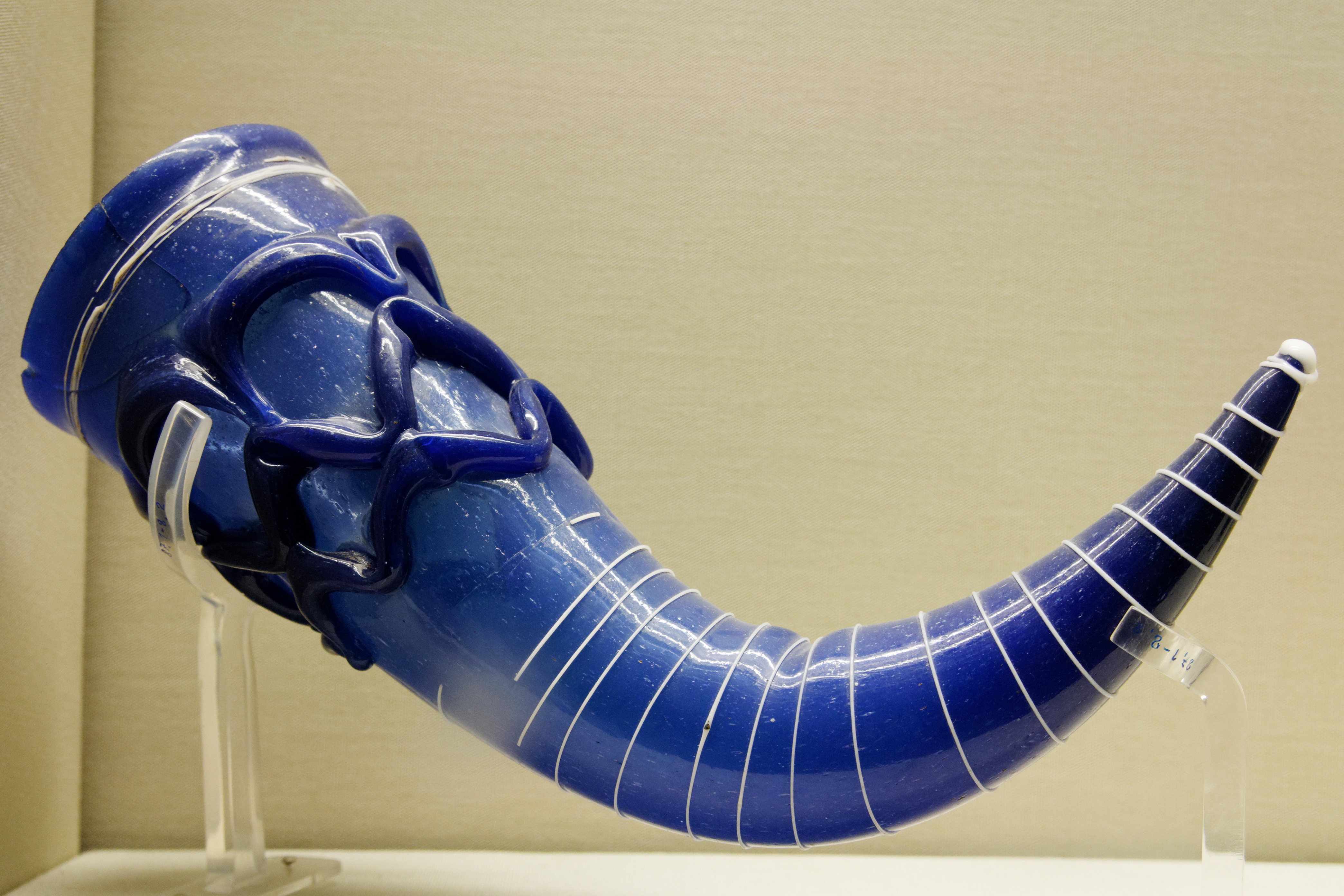
Corn de băut din sticlă lombardă din secolele VI-VII d.Hr
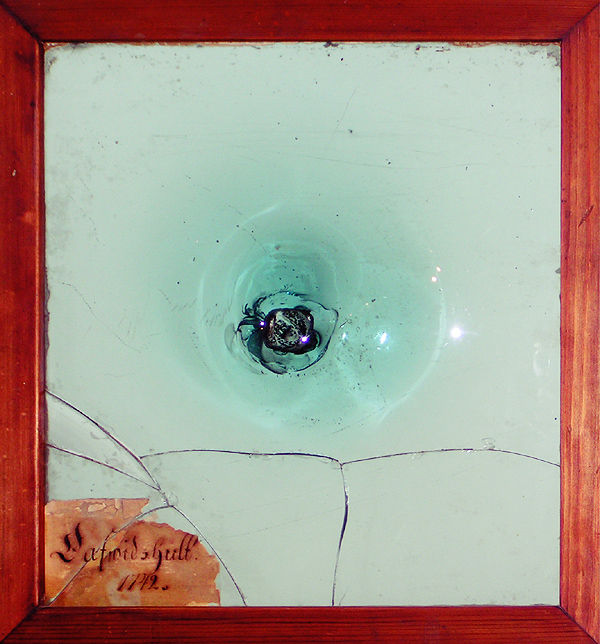
Geam suflat, în Suedia Kosta Glasbruk, (1742) cu un semn de pontil de pe țeava suflatorului de sticlă
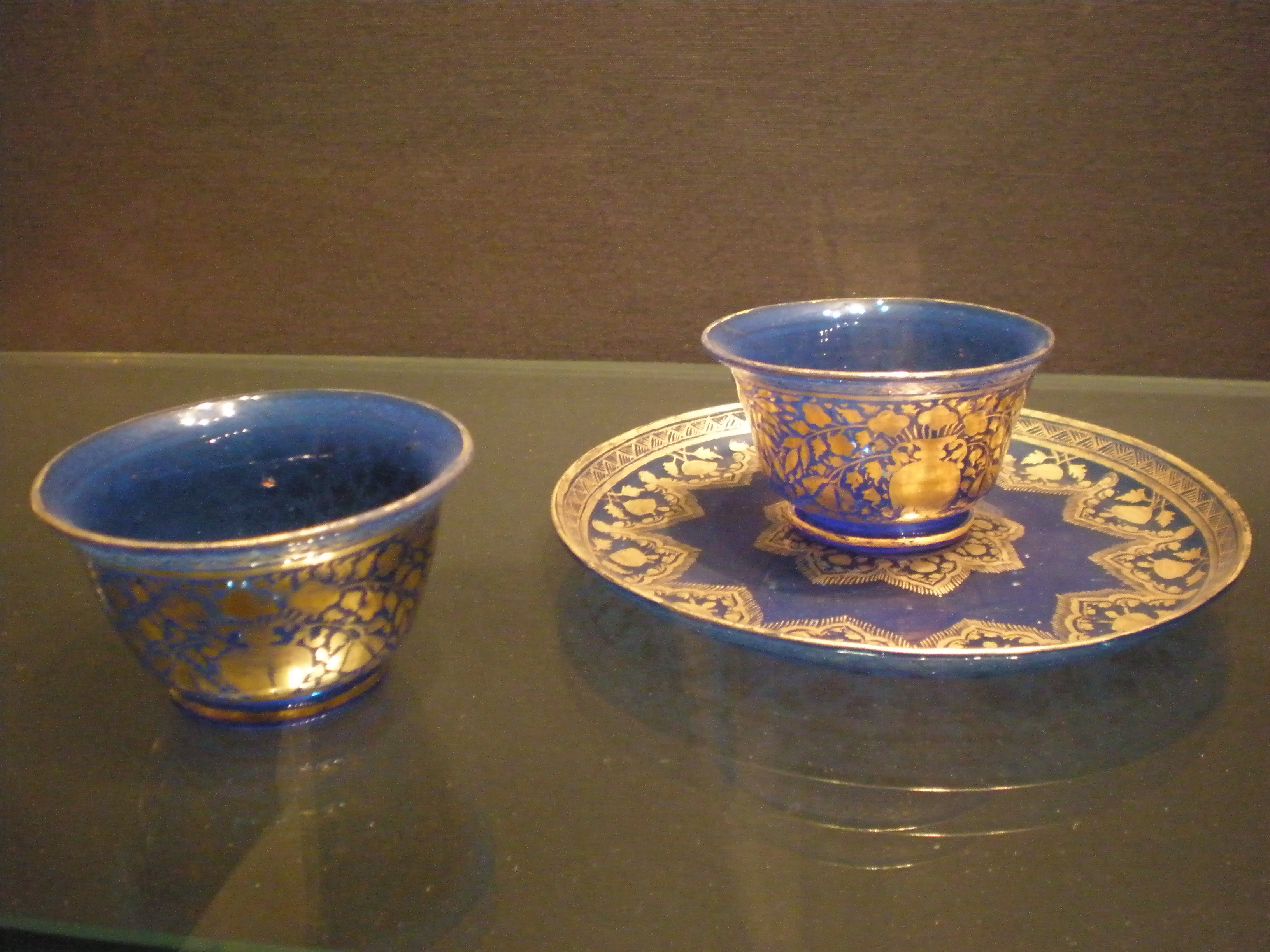
Două cești de sticlă albastru cobalt cu decorațiuni florale aurite din India, Mughal, circa 1700–1775
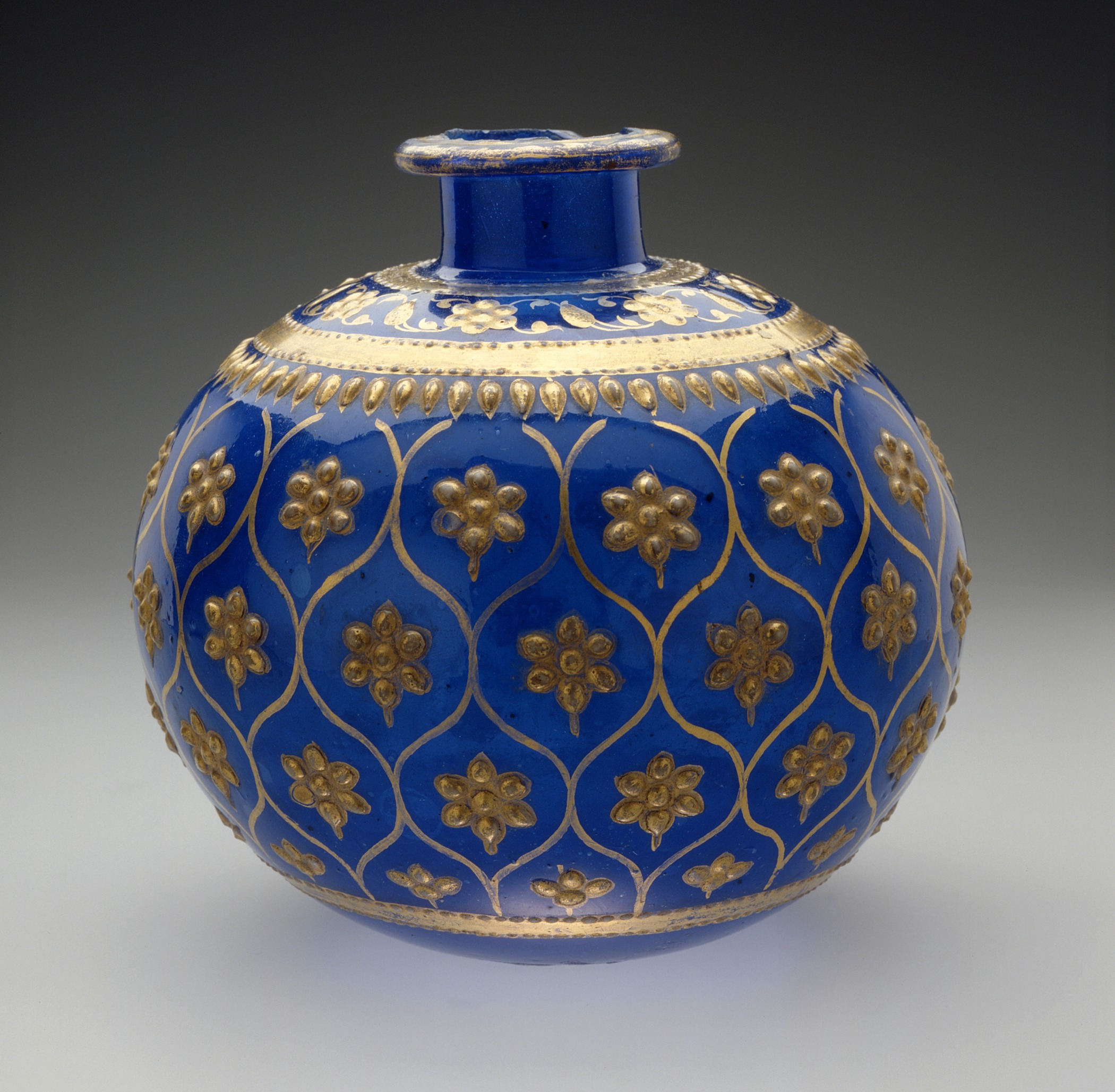
Baza pentru o conductă de apă, India, Mughal, c. 1700–1775
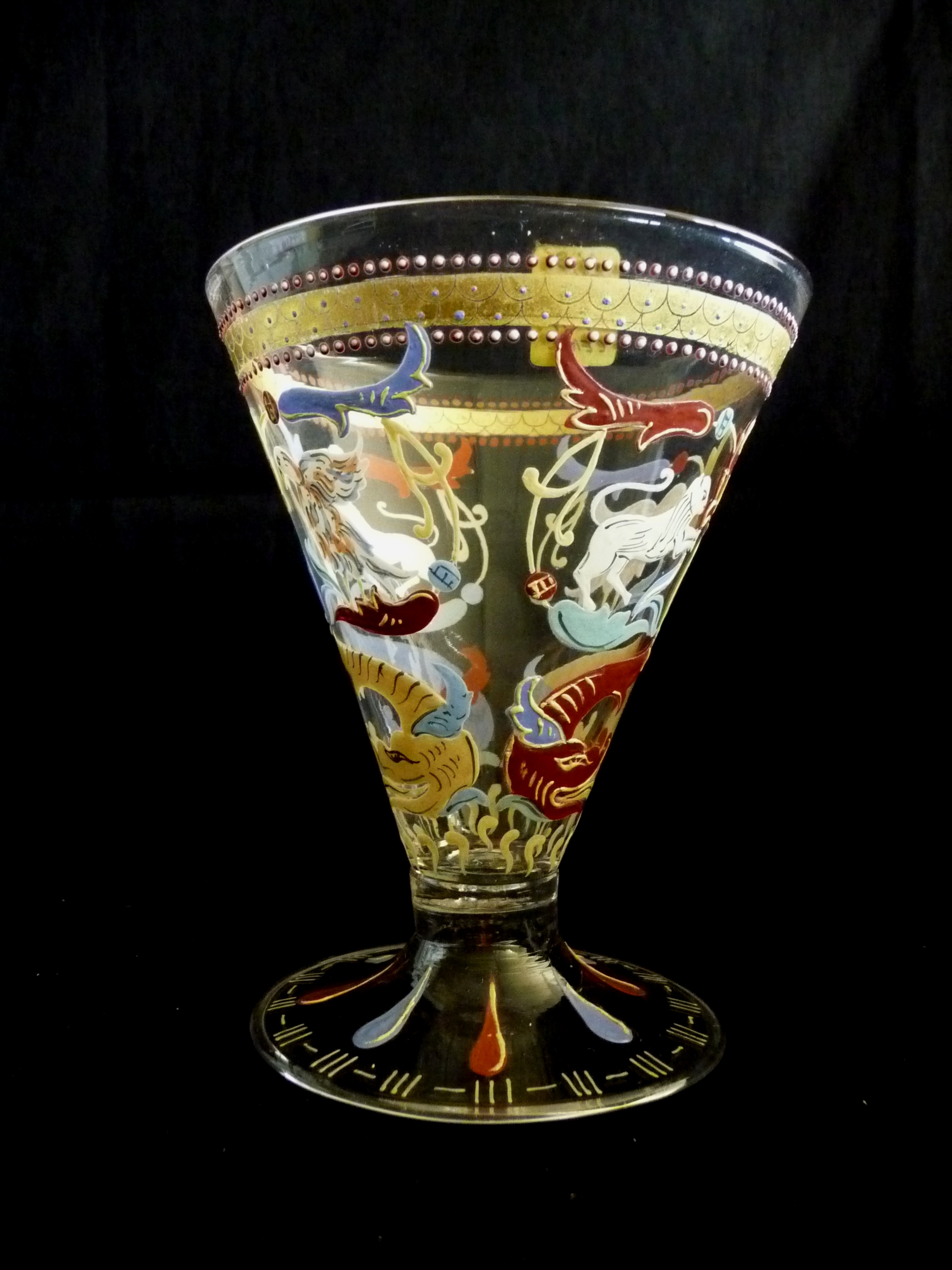
Pahar venețian fabricat în Italia la începutul secolului al XIX-lea
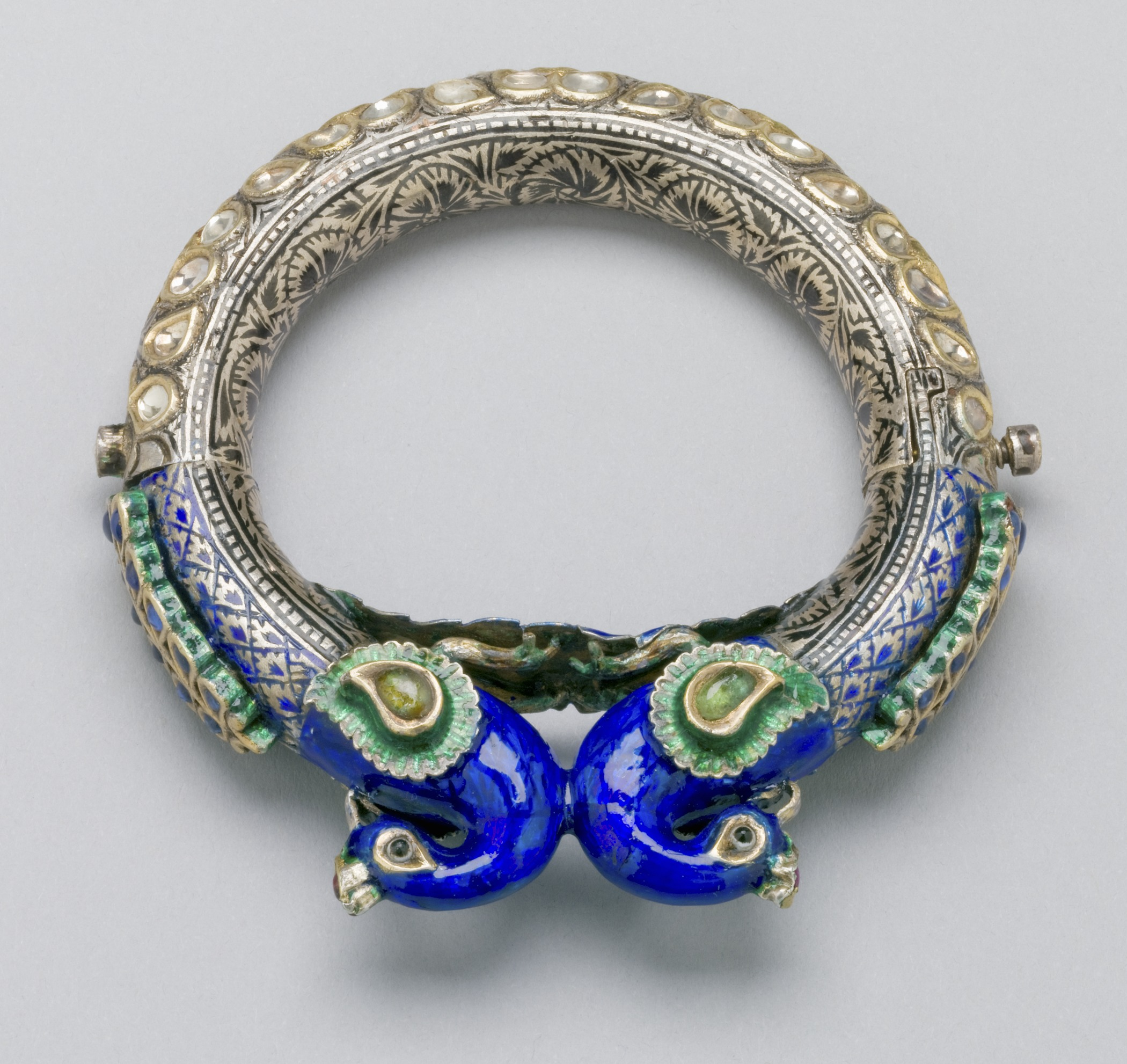
Brățări cu păuni, Delhi, argint emailat încrustat cu pietre prețioase si sticlă, secolul al XIX-lea
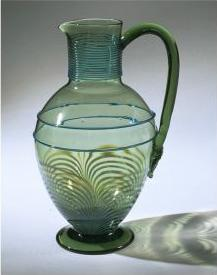
Jug, 1876, James Powell & Sons
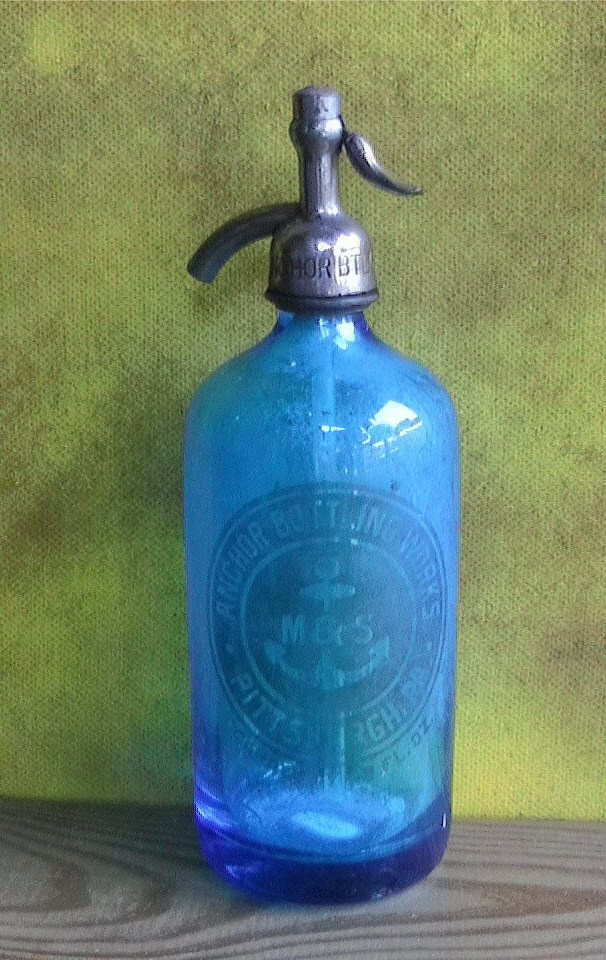
Sticlă cu sifon pentru apă gălbuită, 1922
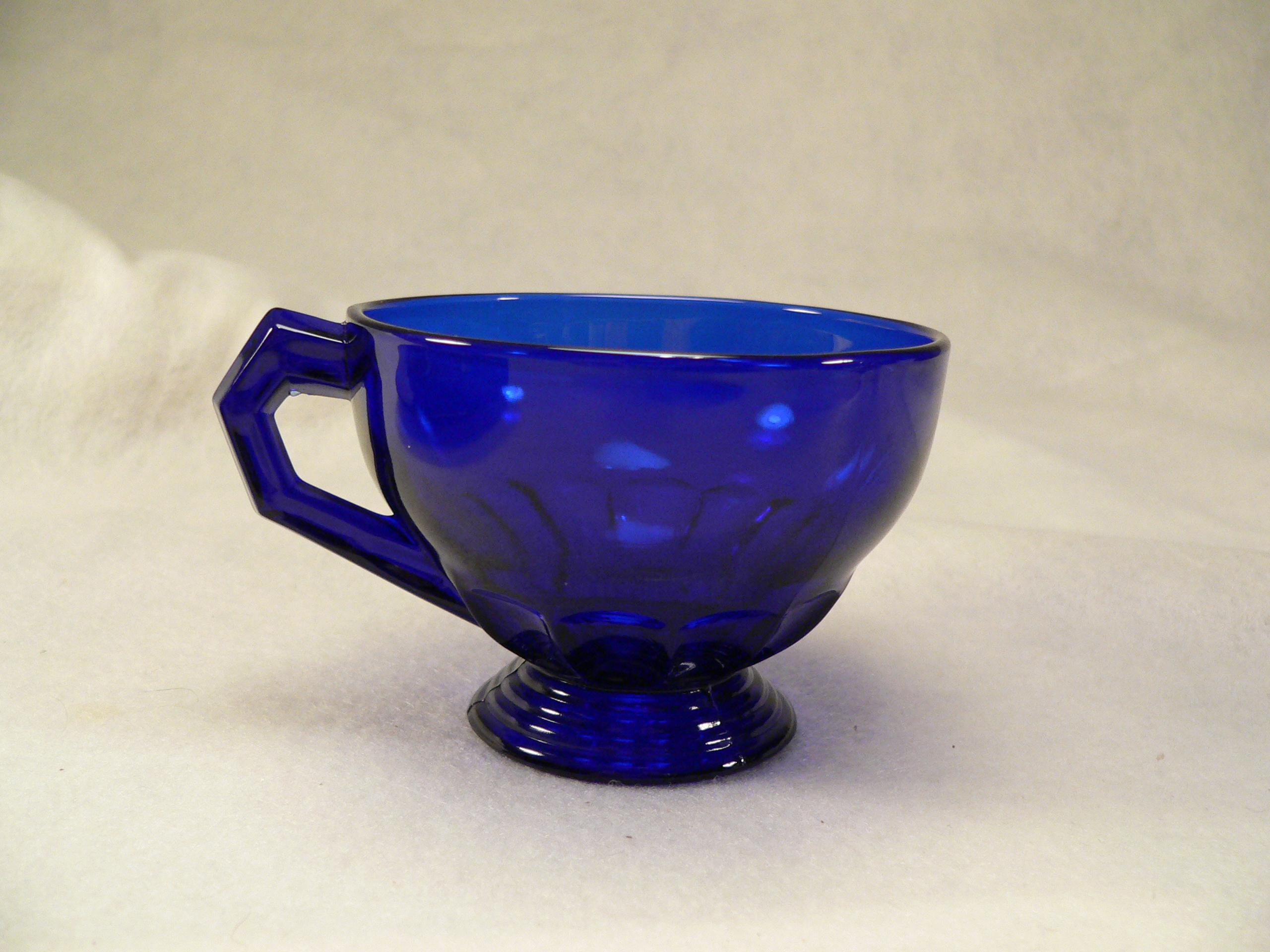
Noua ceașcă de ceai Martinsville Glass Hostmaster, albastru cobalt, 1930
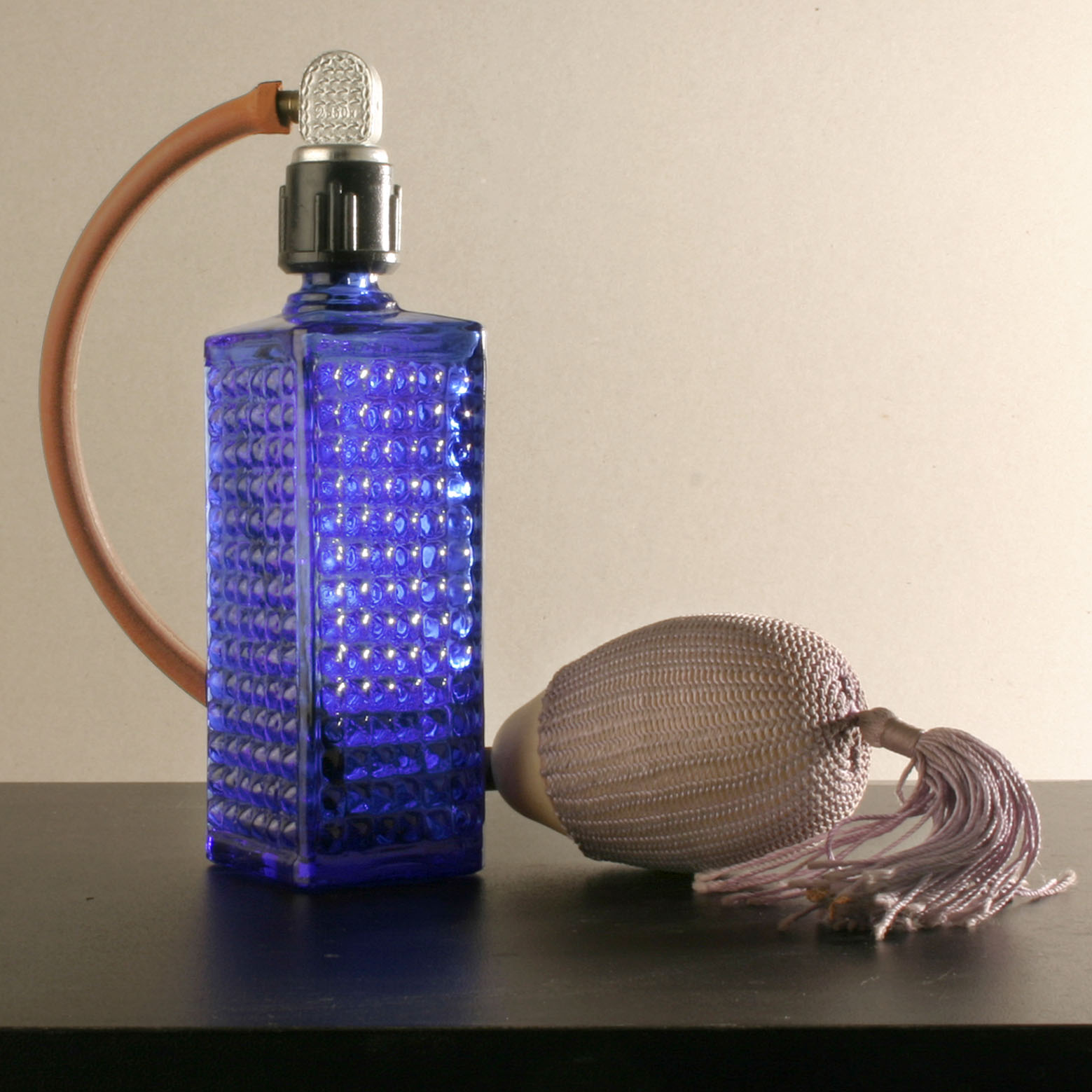
Set de parfumuri din Uniunea Sovietică, c. 1965

Centrul unde se fabrica sticla italiană de lux din secolul al XIV-lea era insula Murano, unde s-au dezvoltat multe tehnici noi de producere a sticlei, aceasta devenind centrul unui comerț de export lucrativ de seturi de masă, oglinzi și alte articole făcute din sticlă. Ceea ce deosebea sticla de Murano venețiană în mod semnificativ de celelalte tipuri de sticlă era faptul că pietricelele locale din cuarț erau aproape siliciu pur iar după ce erau măcinate deveneau asemenea unui nisip fin și transparent, care a fost combinat cu carbon de sodiu obținut din Levant, pentru care venețienii singuri dețineau monopolul. Există două tipuri de a colora cea mai transparentă și mai fină sticlă: mai întâi, un agent natural de colorare este măcinat și topit împreună cu sticla. Mulți dintre acești agenți de colorare există și astăzi; a se vedea mai jos o listă cu aceștia. Sticla neagră a fost numită obsidianus după piatra de obsidian. A doua metodă este, evident, de a produce o sticlă neagră care, ținută la lumină, să arate adevărata culoare pe care ea o va da unei alte sticle atunci când este folosită ca și agent de colorare. 
Abilitatea venețienilor de a produce acest tip superior de sticlă i-a avantajat din punct de vedere comercial în fața celorlalți producători de sticlă din alte teritorii. Reputația insulei Murano în calitate de centru de producere a sticlei s-a născut atunci când Republica Venețiană, de teamă că focul ar putea mistui clădirile din lemn din oraș, a ordonat producătorilor de sticlă să-și mute cuptoarele în Murano în anul 1291. Producătorii de sticlă din Murano au devenit în scurt timp cei mai importanți cetățeni ai insulei. Aceștia nu aveau voie să părăsească Republica venețiană. Mulți și-au asumat riscul și au construit cuptoare de sticlă în orașele din apropierea insulei și chiar în Anglia și în Țările de Jos.

#### Boemia
1. ↑  Found on the MY Oi 701, MY Oi 702, MY Oi 703 and MY Oi 704 tablets; the least damaged, as far as this word is concerned, is MY Oi 703.[9]
2. ↑  Cf. κύανος.[10]

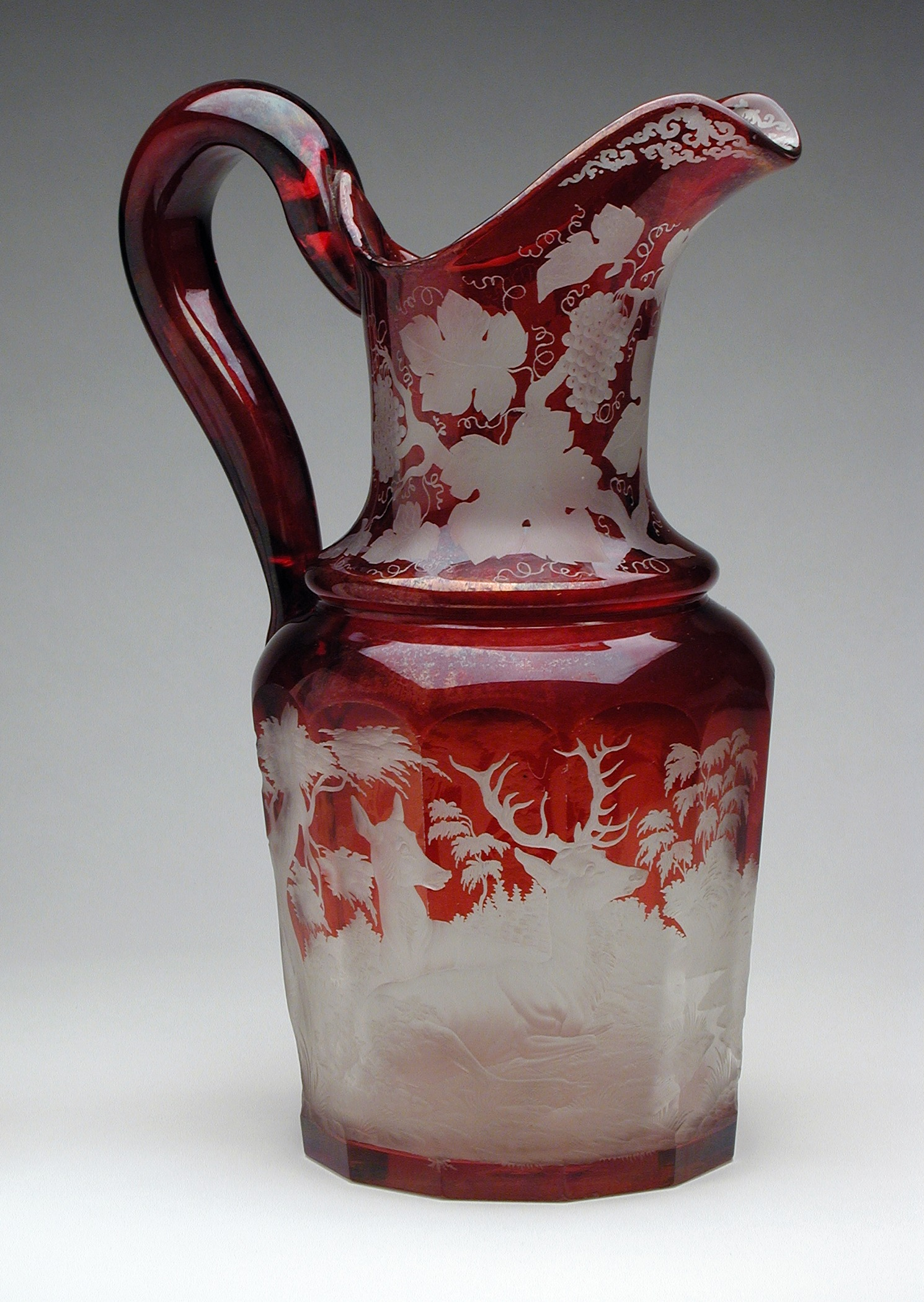
Sticlă de Boemia din rubin, gravată (secolul al XIX-lea)

Sticla de Boemia, sau cristalul de Boemia, este o sticlă decorativă produsă în regiunile Boemia și Silezia, aflate acum pe teritoriul actual al Republicii Cehe, încă din secolul al XIII-lea. Cele mai vechi săpături arheologice ale siturilor unde se fabrica sticla datează din jurul anului 1250 și sunt localizate în Munții Lusația din Nordul Boemiei. Cele mai importante locuri de fabricare a sticlei de-a lungul timpului sunt Skalice (în germană: Langenau), Kamenický Šenov ( în germană: Steinschönau ) și Nový Bor ( în germană: Haida ). Atât Nový Bor, cât și Kamenický Šenov au propriile lor muzee de sticlă, având un număr mare de piese care datează din jurul anului 1600. Acesteau au fost cu totul remarcabile în fabricarea sticlei în stil baroc în epca sa de vârf, din 1685 până în 1750. În secolul al XVII-lea, Caspar Lehmann, tăietorul de pietre prețioase al împăratului Rudolf al II-lea din Praga, a adaptat la fabricarea sticlei tehnica gravării pietrelor prețioase cu roți de cupru și bronz.

## Producția modernă de sticlă

### Noi metode de producere a sticlei

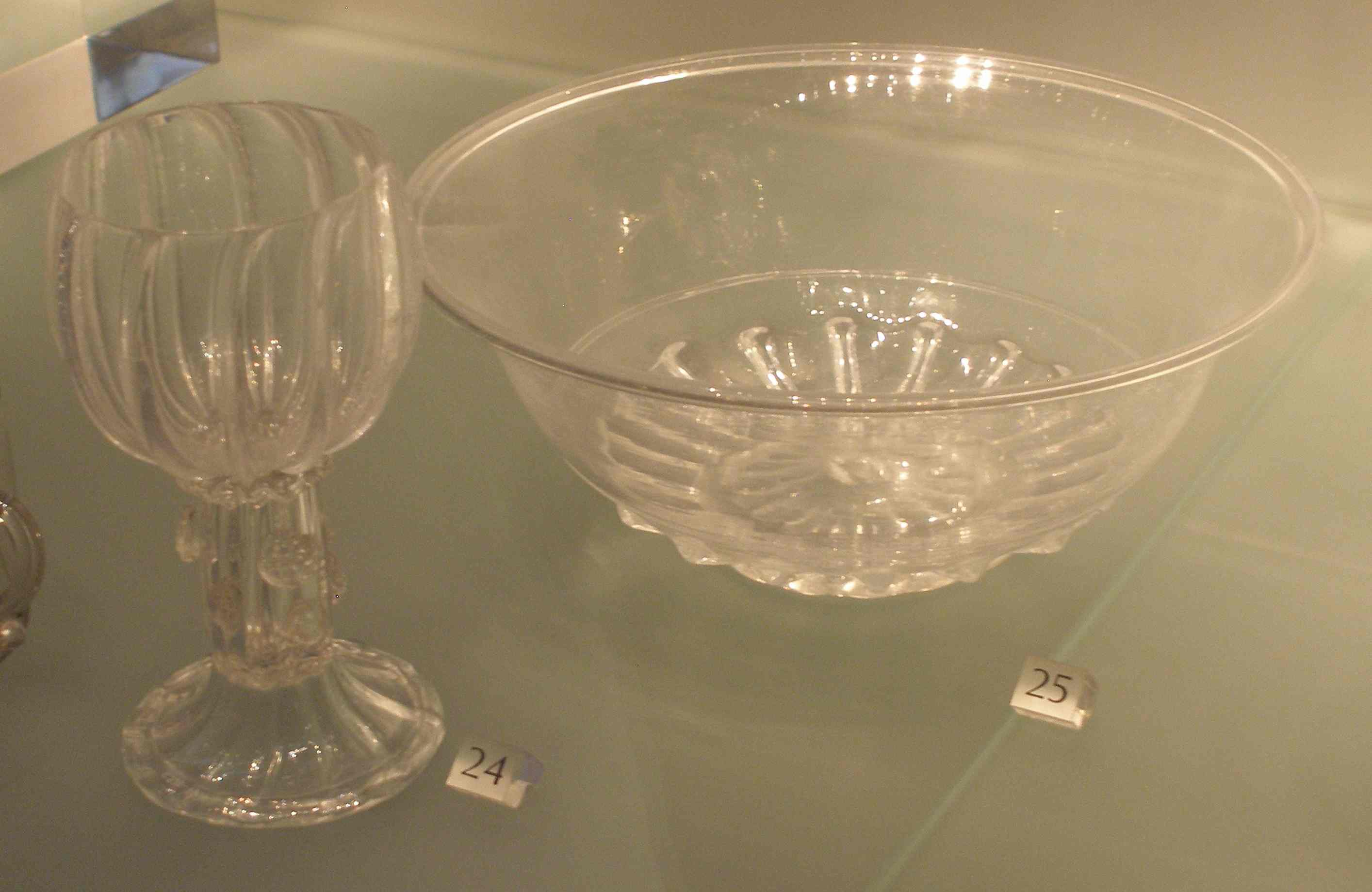
Mostre de sticlă de tip Ravenscroft

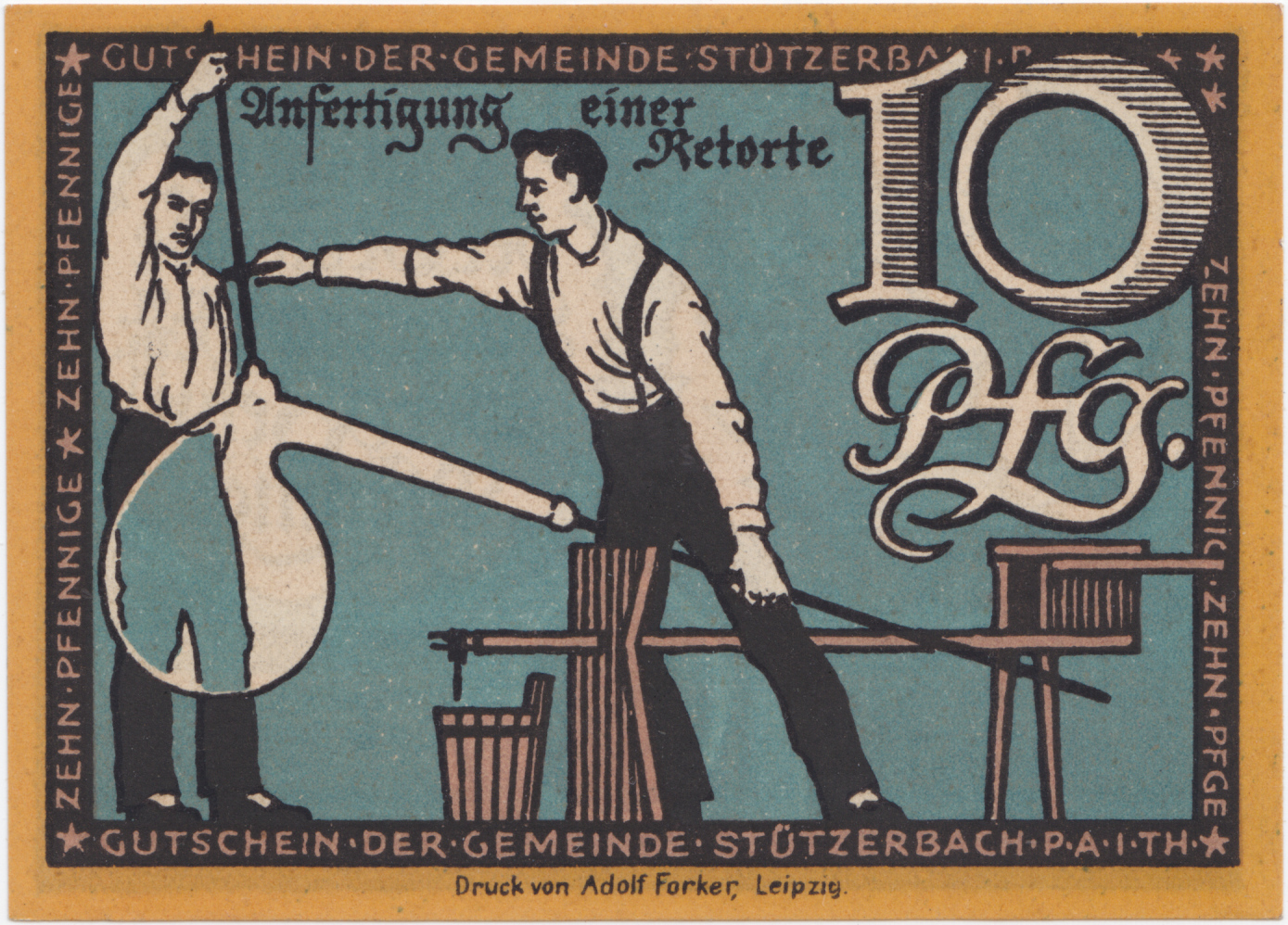
Suflători de sticlă la muncă. Fabricarea obiectelor din sticlă.

Un pas foarte important în ceea ce privește fabricarea sticlei a fost tehnica prin care se adăuga oxid de plumb la sticla topită; acest lucru a îmbunătățit aspectul sticlei și a făcut să fie mai facilă topirea acesteia prin folosirea cărbunelui de mare drept combustibil pentru cuptoarele în care se ardea sticla. Această tehnică a făcut ca „perioada de prelucrare” a sticlei să aibă o durată mai mare, făcându-o mai ușor de manevrat. Tehnica a fost descoperit mai întâi de George Ravenscroft⁠(d) în 1674, care a fost primul care a produs sticlă transparentă din cristal de plumb la scară mai mare. Ravenscroft avea resursele culturale și financiare necesare pentru a revoluționa comerțul cu sticlă, permițând Angliei să se situeze înaintea Veneția ca centru al fabricării sticlei în secolele al XVIII-lea și al XIX-lea. Căutând să găsească o alternativă pentru cristalul venețian, el a folosit silexul în loc de siliciu, însă din cauza aceasta, obiectele de sticlă fabricate astfel aveau tendința de a se fisura, dezvoltând o rețea de mici crăpături care le distrugea transparența. Acest lucru a fost în cele din urmă soluționat prin înlocuirea unei cantități de carbonat de potasiu cu oxid de plumb în amestecul de topitură.
I s-a acordat o protecție asupra dreptului de producător (brevetul de invenție) conform căreia fabricarea și finisarea sticlei s-a mutat de la atelierul său de fabricare a sticlei din regiunea Savoy a Londrei într-o zonă mai retrasă din Henley-on-Thames. 
În anul1696, după expirarea dreptului de producător, un număr de douăzeci și șapte de ateliere de fabricare a sticlei din Anglia produceau sticlă de silex având exporturi peste tot în Europa bucurându-se de un așa mare succes încât, în 1746, guvernul britanic a impus o taxă de export. Mai degrabă decât să reducă drastic conținutul de plumb din amestecul pentru obținerea sticlei, producătorii au creat, în schimb, forme de dimensiuni mai mici și mai delicate, cu mai multe decorațiuni, adesea de tipul paharelor cu picior, cunoscute în zilele noastre printre colecționari sub denumirea de Excise glasses. Industria britanică de fabricare a sticlei a reușit să-și ia avânt odată cu abrogarea taxei în 1845.
Dovezile referitoare la metoda de suflare a sticlei sub forma unor plăci datează din 1620 la Londra și a fost folosită la fabricarea oglinzilor și la placarea trăsurilor. Louis Lucas de Nehou⁠(d) și A. Thevart au perfecționat procesul de turnare a sticlei fasonate sub formă de plăci în anul 1688 în Franța. Înainte de această invenție, plăcilor de oglindă, fabricate din „foi” de sticlă suflate, li se redusese dimensiunea. Procesul lui De Nehou de a rula sticla topită turnată pe o masă de fier a făcut posibilă fabricarea unor plăci foarte mari. Această metodă de fabricare a fost adoptată de englezi în anul 1773 la Ravenhead. Procesul de fasonare a sticlei a fost industrializat în jurul anului 1800 odată cu adoptarea unui motor cu abur pentru a măcina și a șlefui sticla turnată.

### Productia industrială

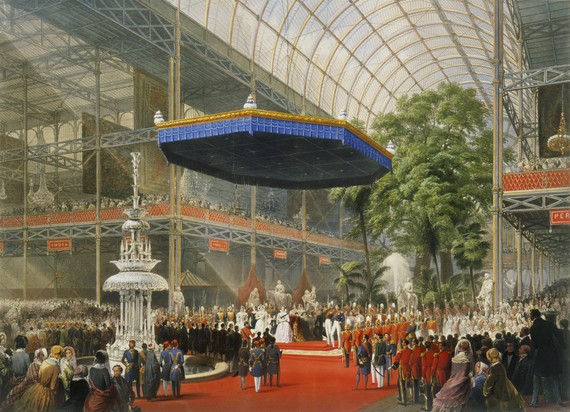
Fațada Palatului de Cristal, una dintre primele clădiri care a folosit sticla ca material principal pentru construcție.

Folosirea sticlei ca material de construcție a fost anunțată de Crystal Palace în anul 1851, construit de Joseph Paxton⁠(d) în vederea găzduirii Marii Expoziții. Noua clădire revoluționară a lui Paxton a inspirat utilizarea sticlei ca material pentru arhitectura casnică și horticolă. În 1832, British Crown Glass Company (mai târziu Chance Brothers ) a devenit prima companie care a adoptat metoda cilindrului⁠(d) pentru a produce foi din sticlă având acreditarea lui Georges Bontemps⁠(d), un renumit producător de sticlă francez. Această sticlă a fost produsă prin suflarea unor cilindri lungi de sticlă, care au fost mai apoi tăiați pe lungime și apoi aplatizați pe o masă din fontă, înainte de a fi recoaptă. Sticla sub formă de plăci se obține prin turnarea acesteia pe un pat de fontă, unde este rulată în foaie cu ajutorul unei role de fier. Foaia, încă moale, este împinsă în gura deschisă a unui tunel de recoacere sau a unui cuptor a cărui temperatură este controlată, numit lehr, transportată cu ajutorul unui sistem de role. James Hartley a introdus metoda Rolled Plate în 1847. Acest lucru a permis realizarea unui produs finit cu striații sau canelat și care era adesea folosit pentru acoperișurile mari de sticlă, cum ar fi cele din gări.
Un prim progres în automatizarea fabricării sticlei a fost brevetat în 1848 de inginerul Henry Bessemer. Sistemul său se baza pe striarea continuă a sticlei obișnuite prin formarea de striații între role. Acesta era un procedeu foarte costisitor, deoarece suprafețele sticlei necesitau fasonare, această metodă fiind ulterior lăsată deoparte de sponsorul acestei metode, Robert Lucas Chance de la Compania Chance Brothers, pentru că nu era viabilă. De asemenea, Bessemer a introdus o primă formă de „Sticlă de tip float” în 1843, care se caracteriza prin turnarea sticlei pe staniu lichid.
În 1887, sticla a început să fie produsă în masă de firma Ashley din Castleford, Yorkshire. Acest proces semi-automat folosea mașini capabile să producă 200 de sticle standardizate pe oră, de multe ori mai rapid decât metodele tradiționale de prelucrare a sticlei. Chance Brothers a introdus, de asemenea, și metoda laminării sticlei în anul 1888. 
În 1898, Pilkington a inventat sticla Wired Cast, unde sticla are încorporată în masa sa o plasă metalică din oțel pentru siguranță și securitate. Acestui tip de sticlă i s-a dat în mod greșit denumirea „sticlă georgiană metalică” (Georgian Wired Glass), însă ea a fost inventată la mult timp după epoca georgiană. Obținerea sticlei prin tehnica cilindrului a fost inventată în SUA și a fost prima metodă mecanică de executare a geamurilor. Licența de fabricare a acestor geamuri în Marea Britanie o deținea Pilkington începând cu anul 1910.
În anul1938, procesul de finisare a plăcilor de sticlă a fost îmbunătățit de Pilkington, care a înclus dublul finisaj pentru a îmbunătăți calitatea produsului finit. Între anii 1953 și 1957, Sir Alastair Pilkington și Kenneth Bickerstaff de la Pilkington Brothers din Marea Britanie au dezvoltat procesul de fabricare a sticlei „float”, prima aplicație comercială care a avut succes prin formarea unei panglici continue de sticlă prin utilizarea unei băi de staniu (cositor topit) pe care sticla (topită) curge nestingherită sub influența gravitației. Această metodă a dat foii o grosime uniformă și suprafețe foarte plane. Ferestrele moderne sunt realizate din sticlă de tip „float”. Cea mai mare parte a sticlei de tip „float” este sticla calco-sodică, însă există și în cantități relativ mici tipuri de sticlă borosilicată și sticlă de tip panou pentru afișarea imaginilor (panel display glass⁠(d)) care sunt, de asemenea, realizate, prin tehnica sticlei de tip „float”. Succesul acestui proces a constat în echilibrul dintre volumului sticlei turnat în baia de cositor, unde aceasta a fost aplatizată de propria greutate. Primele mari vânzări pe scară largă a sticlei de tip „float”, de pe urma cărora au fost obținute profituri, au avut loc în anul 1960.

## Galerie

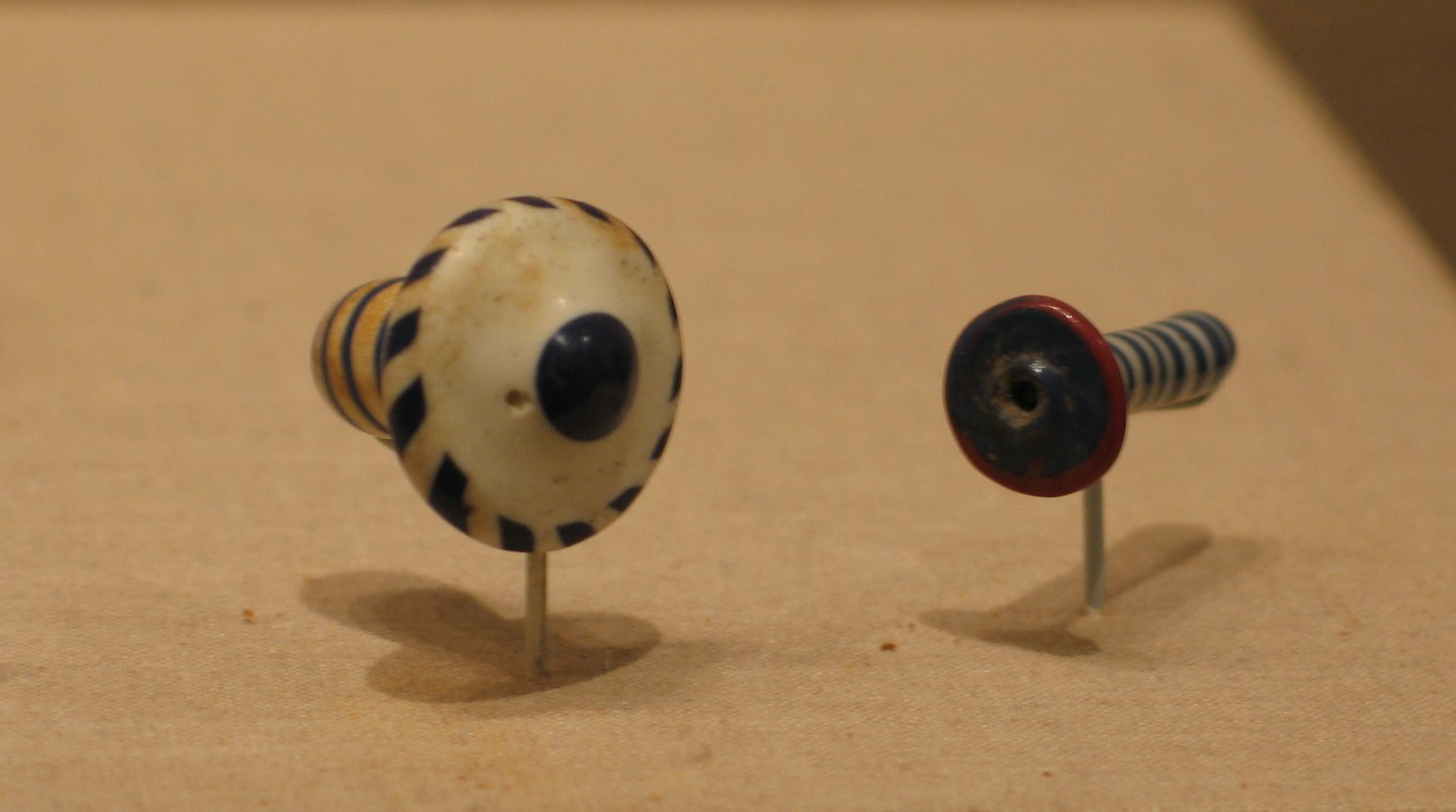
Cercei, c. 1390–1353 î.Hr., 48.66.30, Muzeul Brooklyn
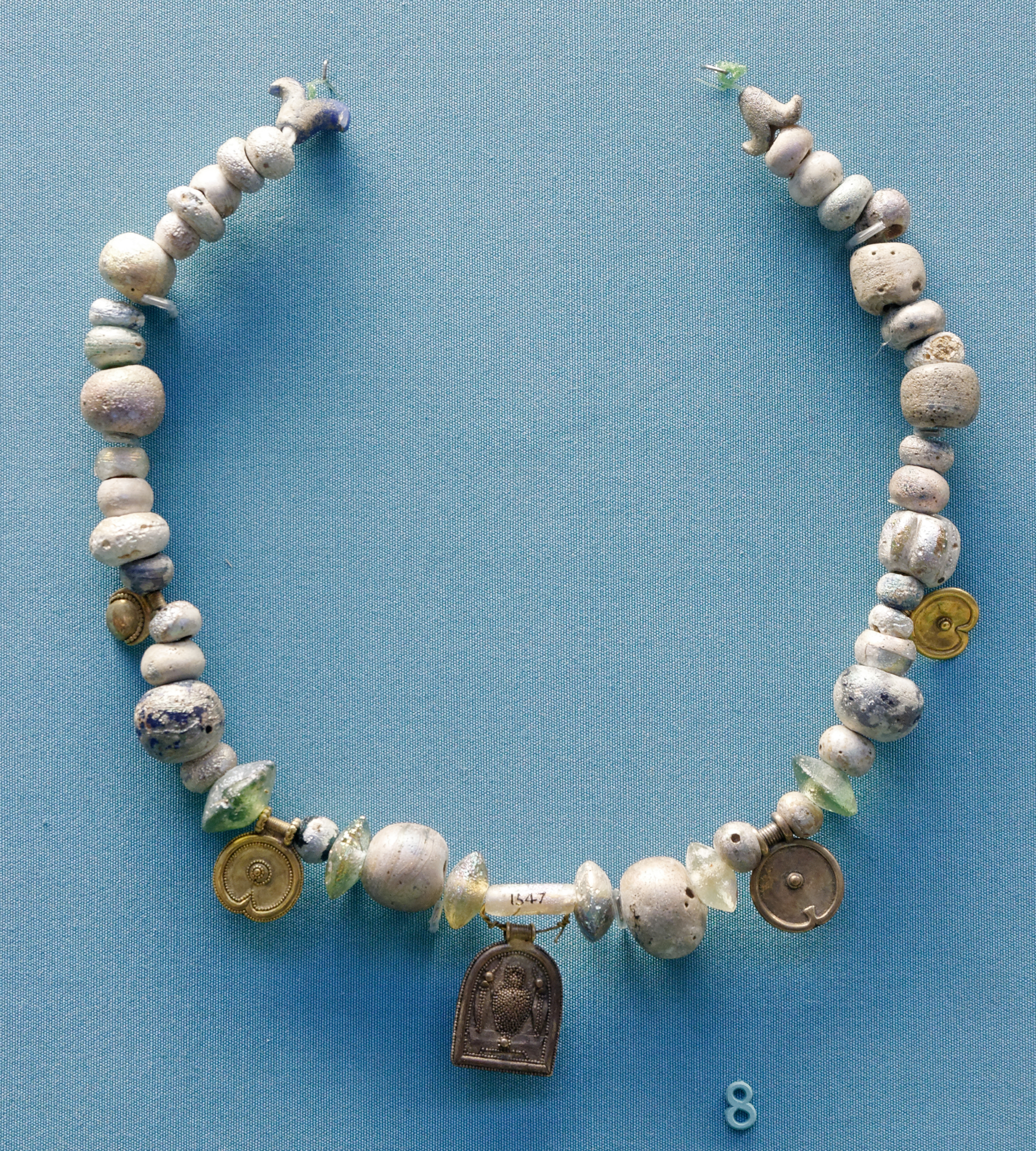
Colier din sticlă feniciană, secolele V-VI î.Hr
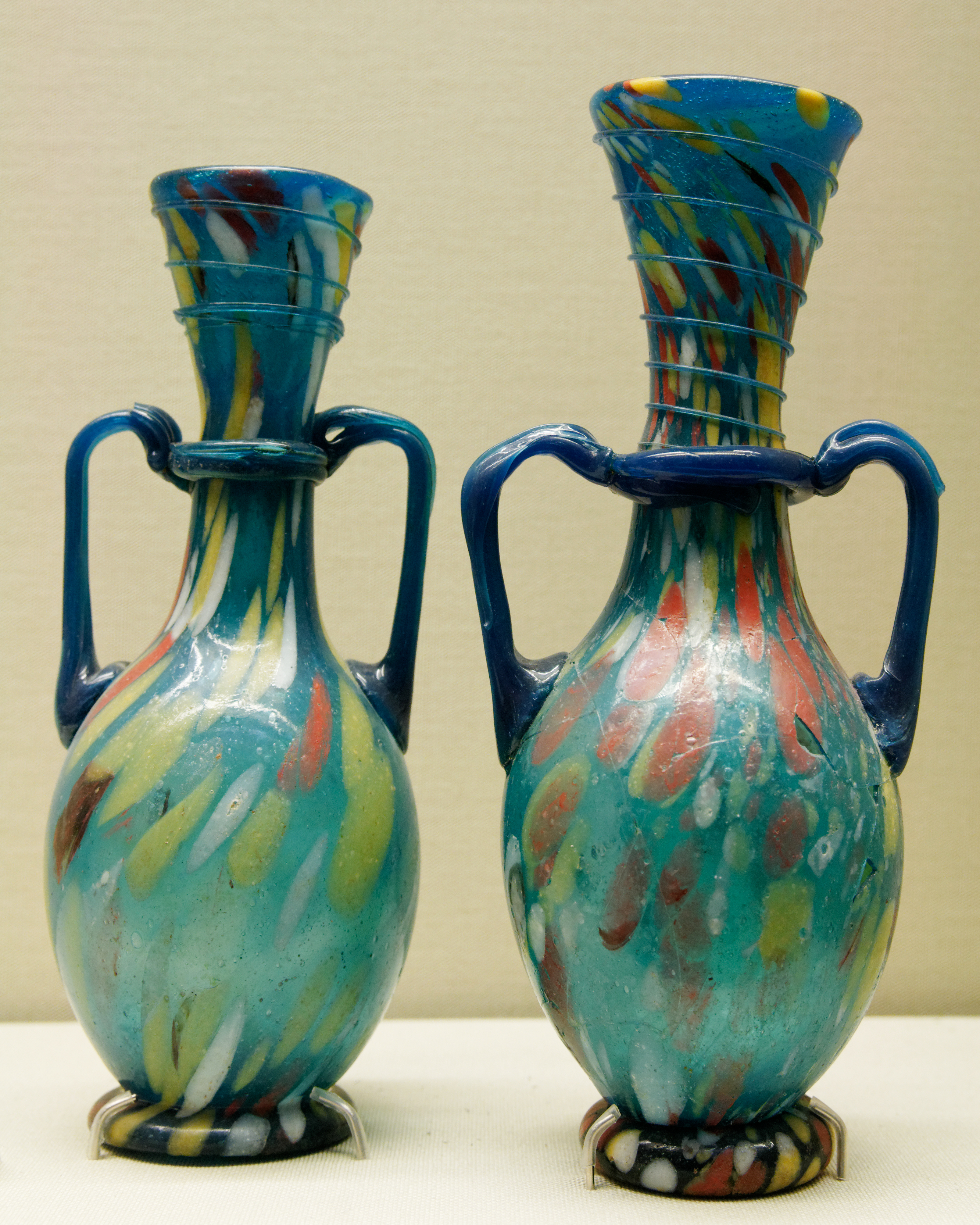
Amfore din sticlă romană din secolele I-II d.Hr
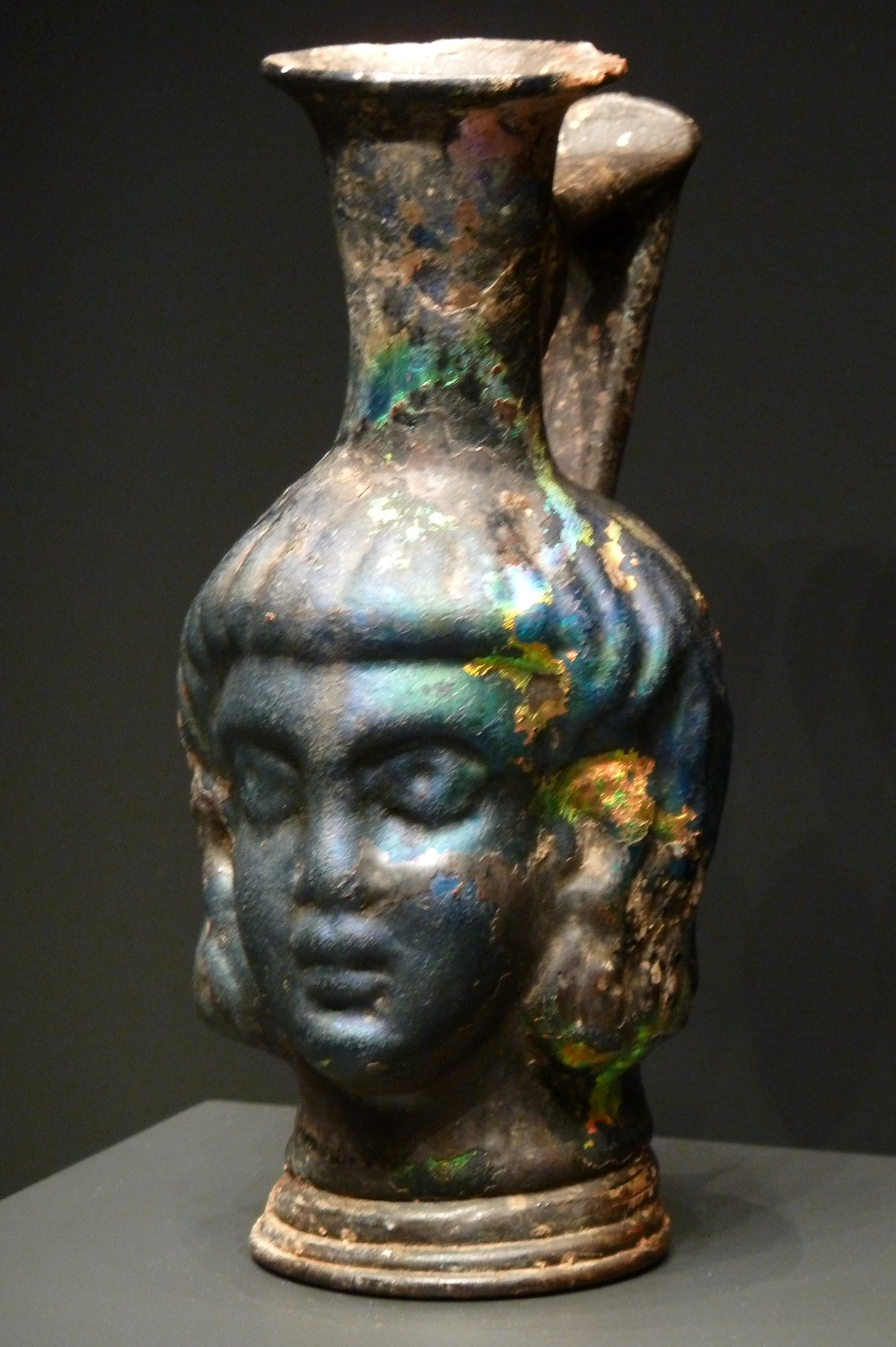
Vas albastru, cu cap (roman, 300–500 d.Hr., sticlă turnată)
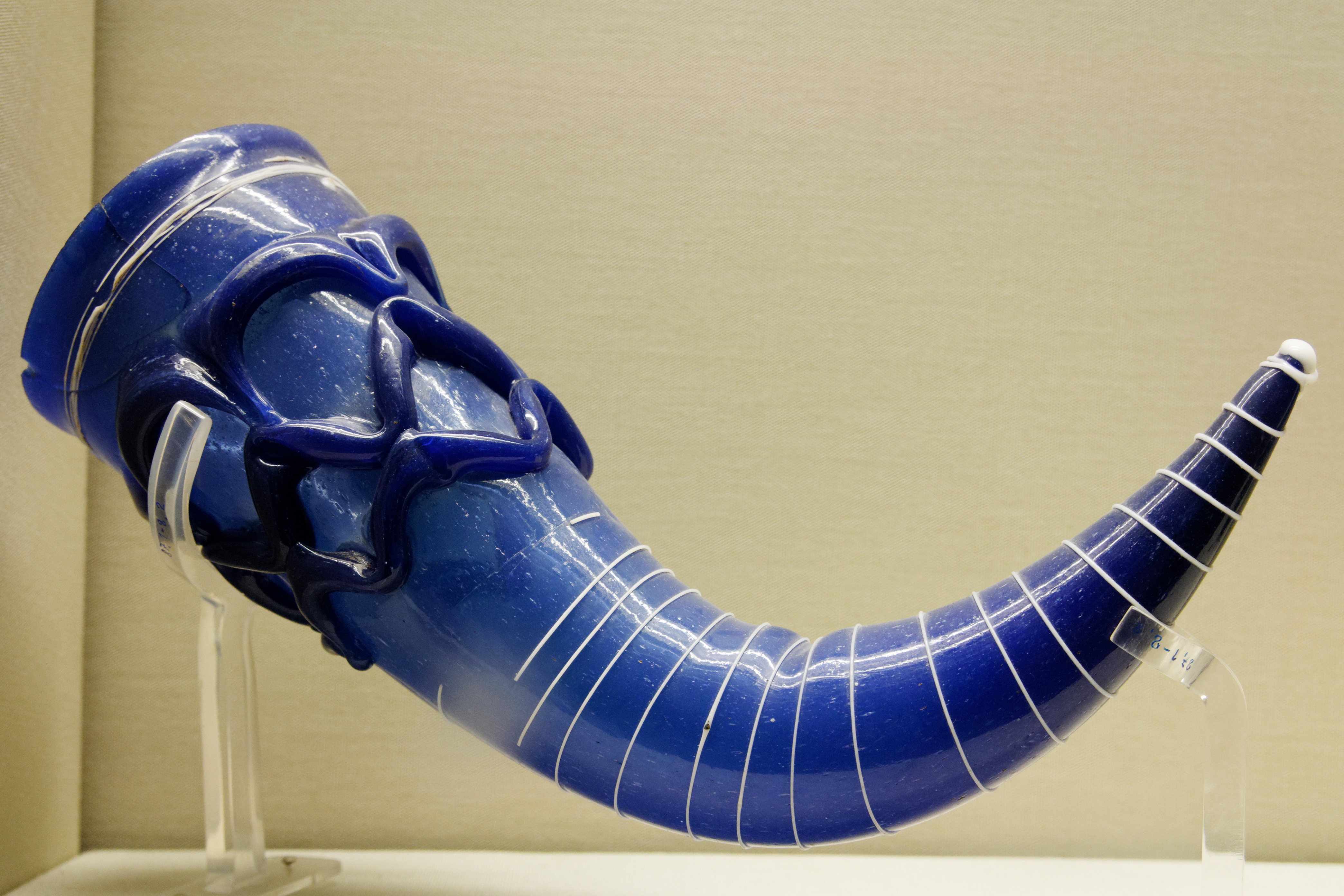
Corn de băut din sticlă lombardă din secolele VI-VII d.Hr
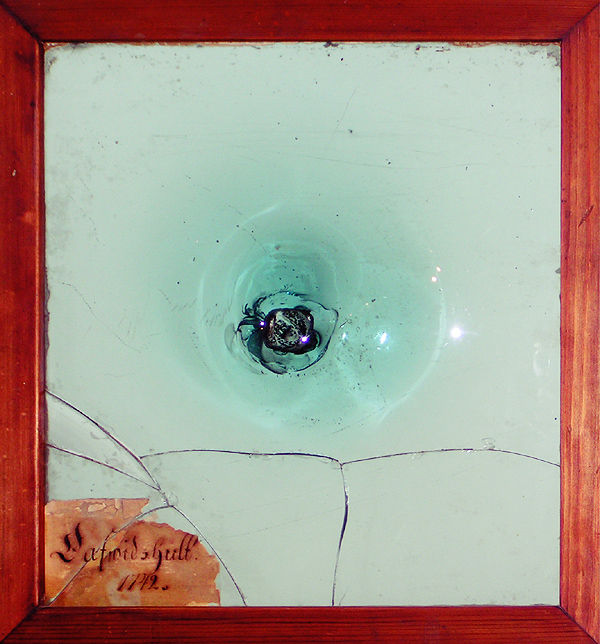
Geam suflat, în Suedia Kosta Glasbruk, (1742) cu un semn de pontil de pe țeava suflatorului de sticlă
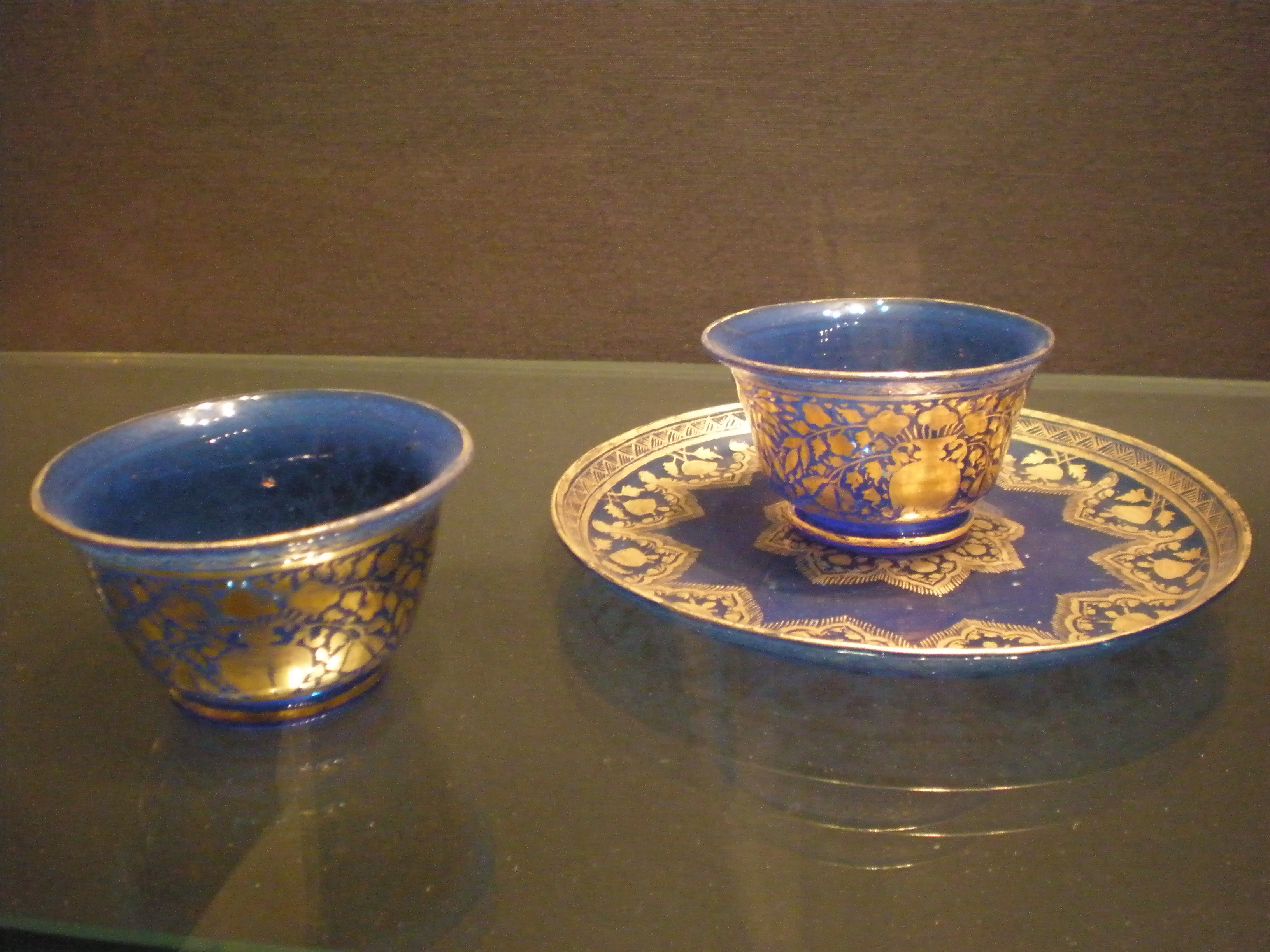
Două căni de sticlă albastru cobalt cu decorațiuni florale aurite din India, Mughal, circa 1700–1775
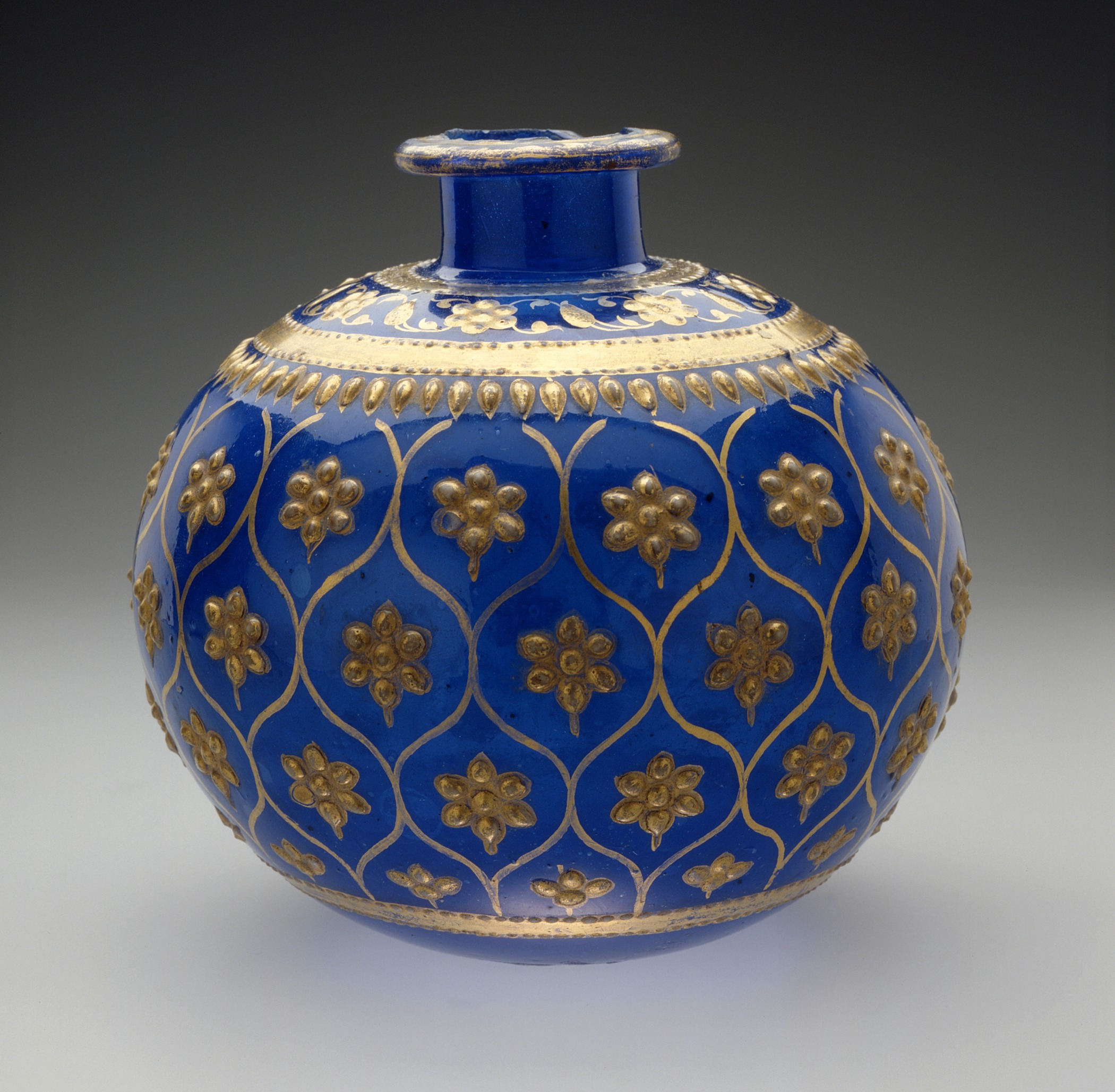
Baza pentru o conductă de apă, India, Mughal, c. 1700–1775
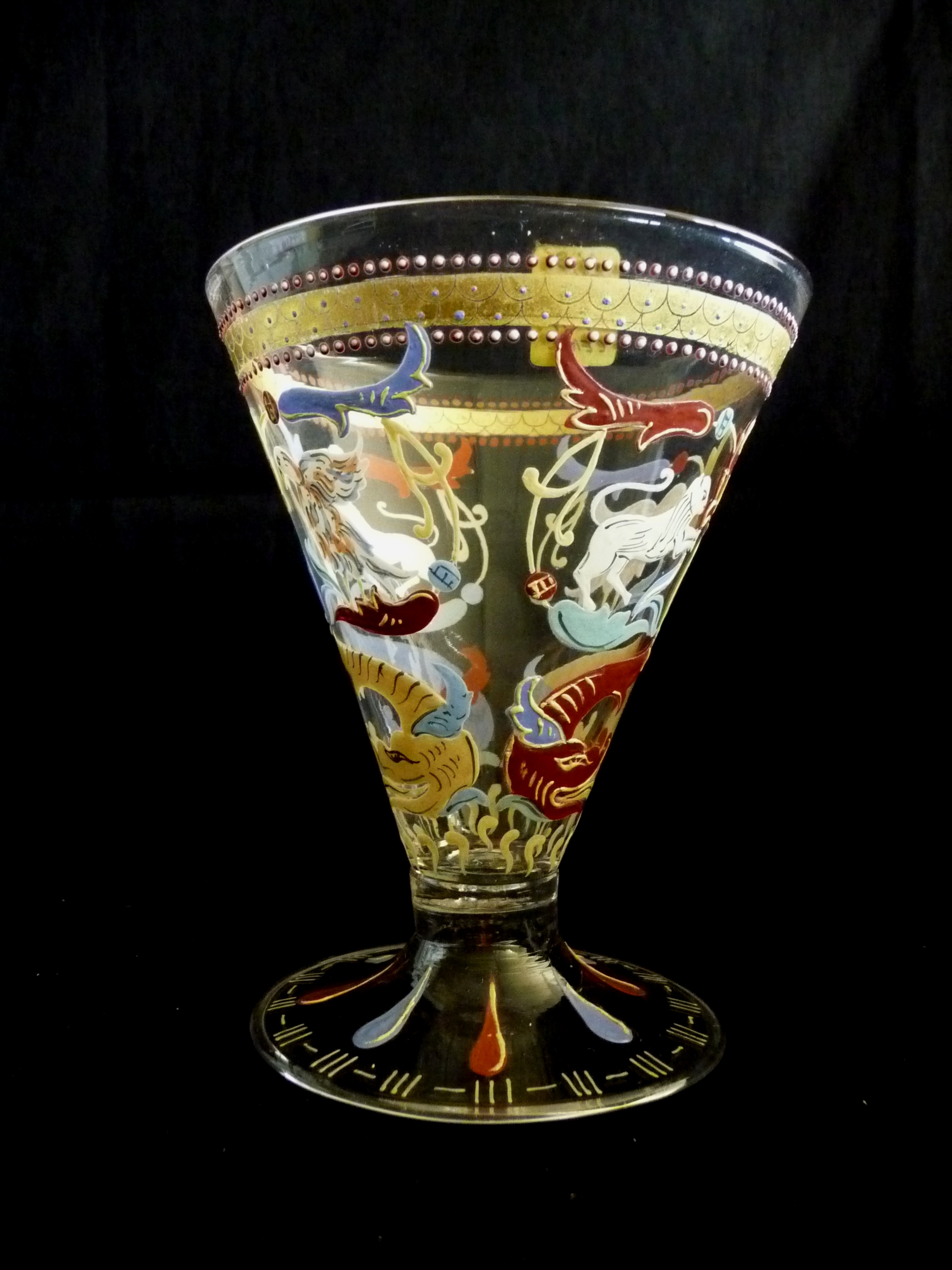
Pahar venețian fabricat în Italia la începutul secolului al XIX-lea
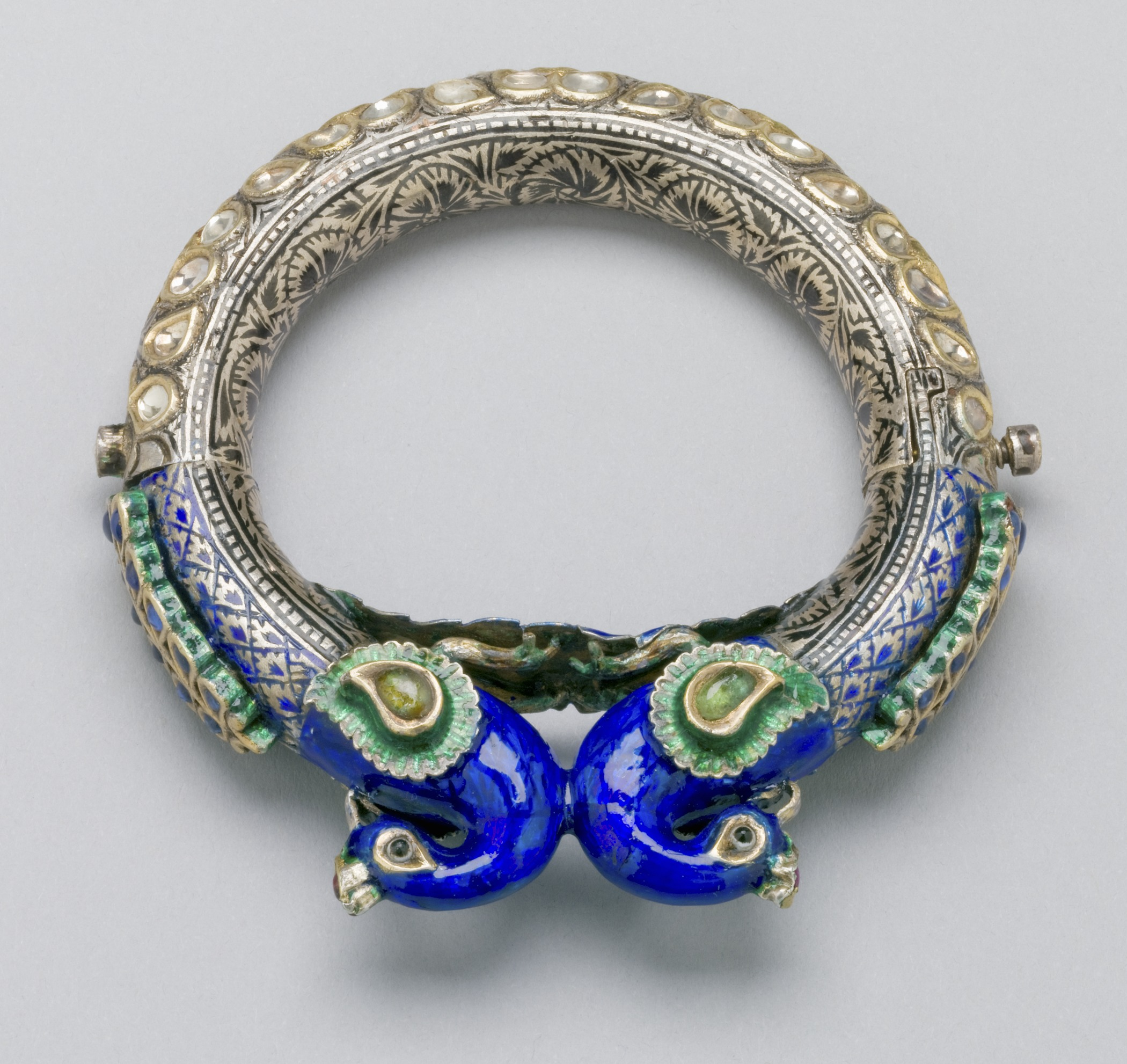
Brățări cu păuni, Delhi, argint emailat încrustat cu pietre pretioase si sticla, secolul al XIX-lea
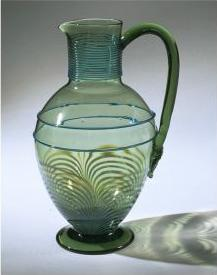
Jug, 1876, James Powell & Sons
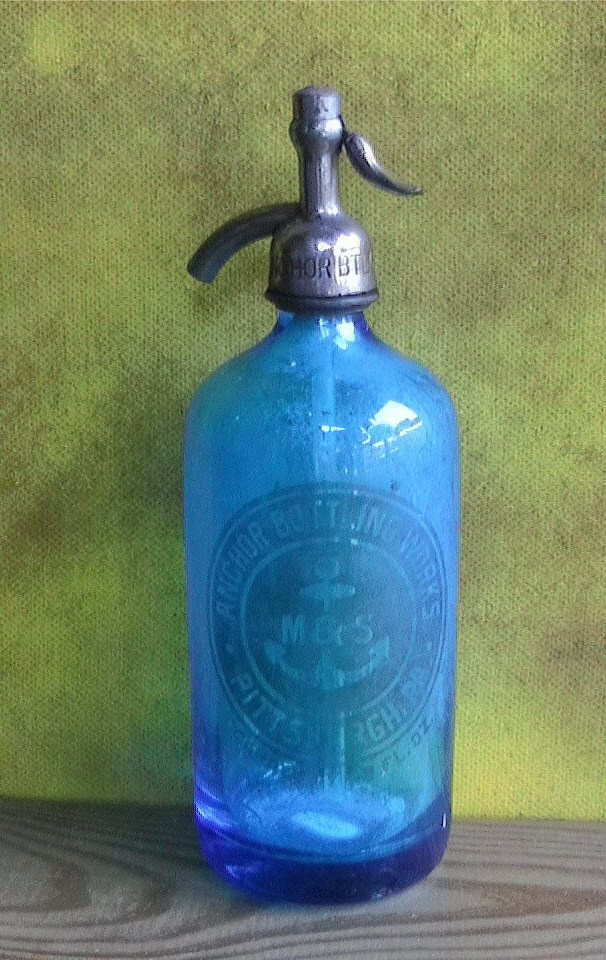
Sticlă cu sifon pentru apă aromatizată, 1922
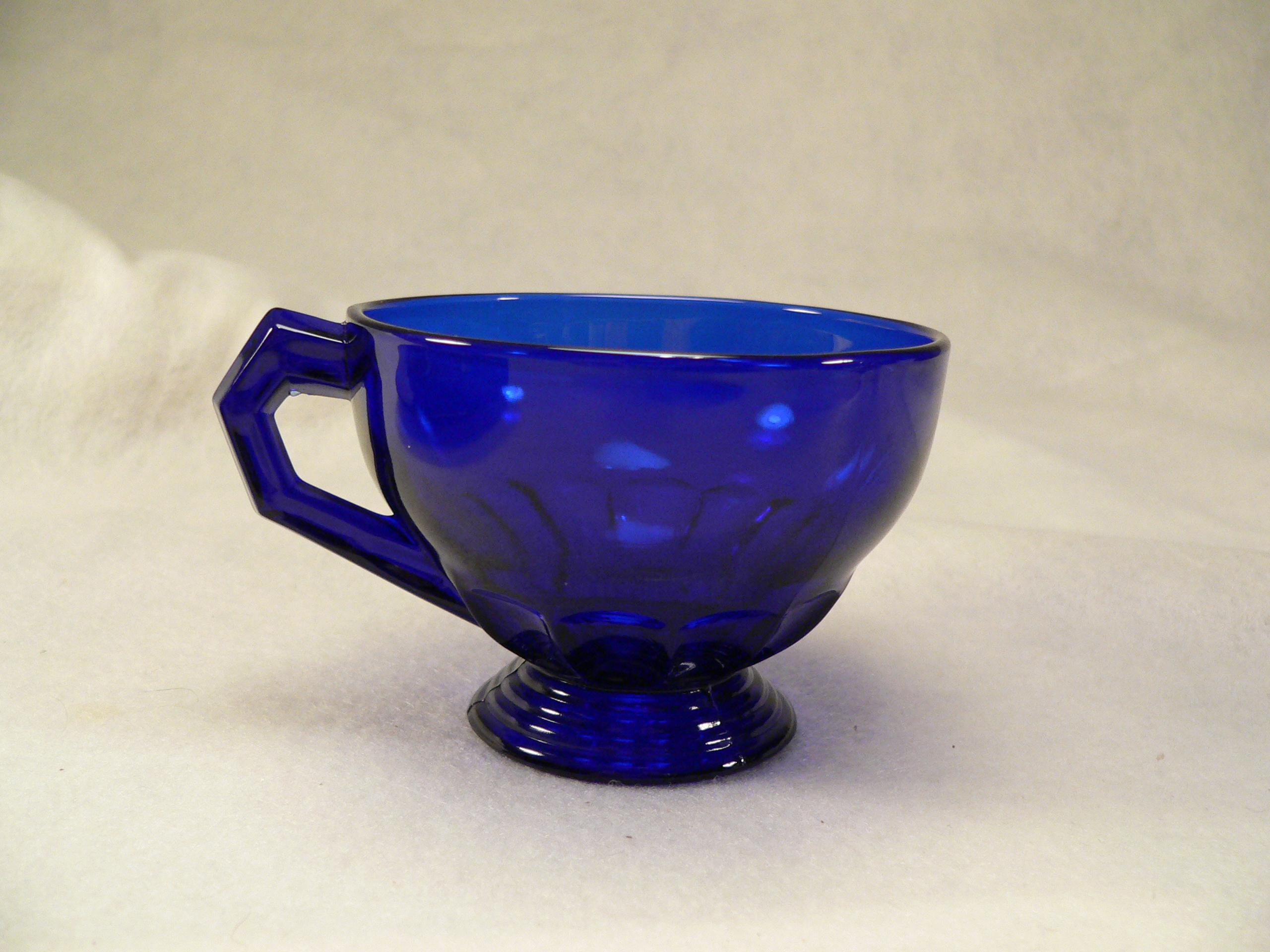
Noua ceașcă de ceai din sticlă Martinsville Hostmaster, albastru cobalt, 1930
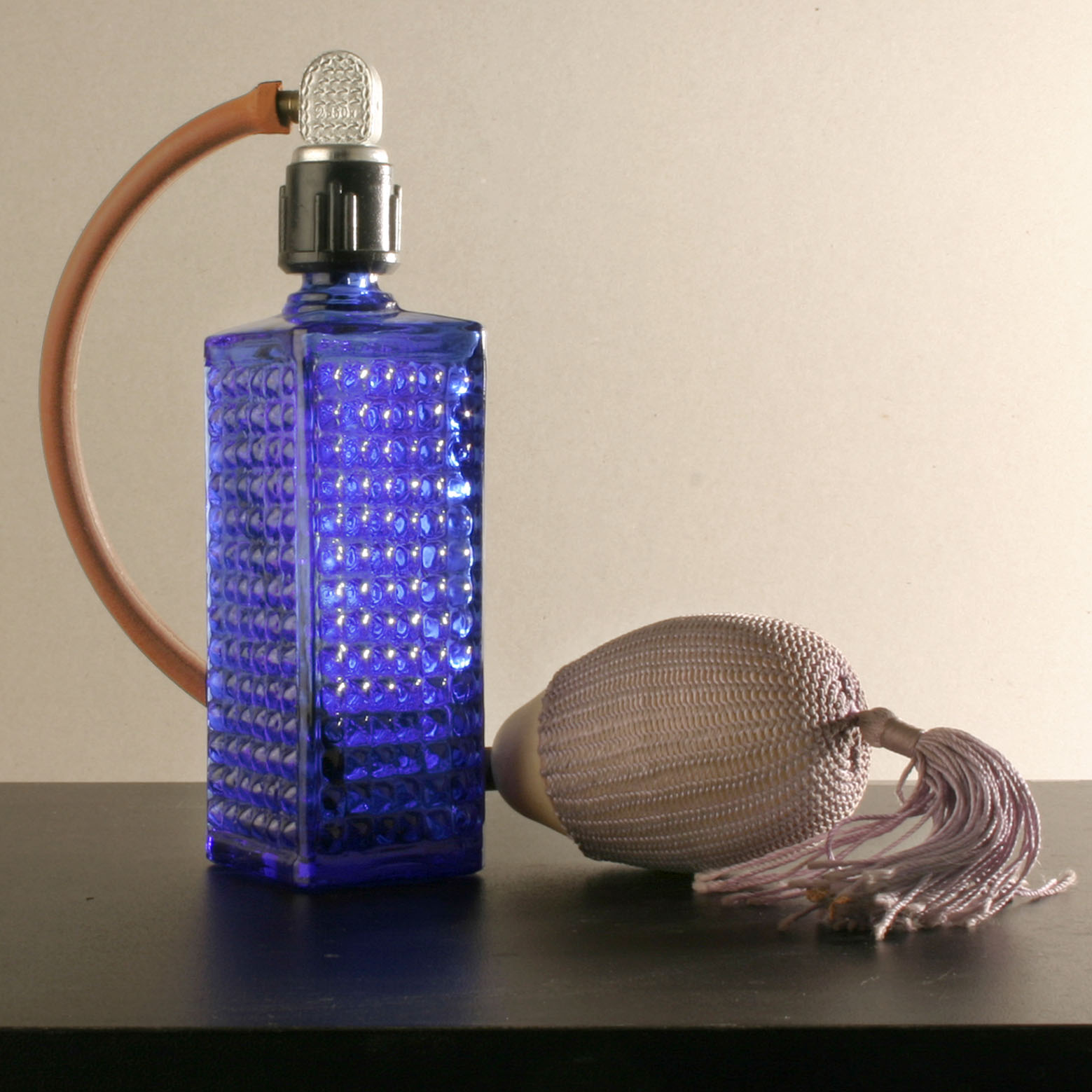
Set de parfumuri din Uniunea Sovietică, c. 1965